# Place des femmes dans l'équitation
Vous lisez un « bon article » labellisé en 2021.

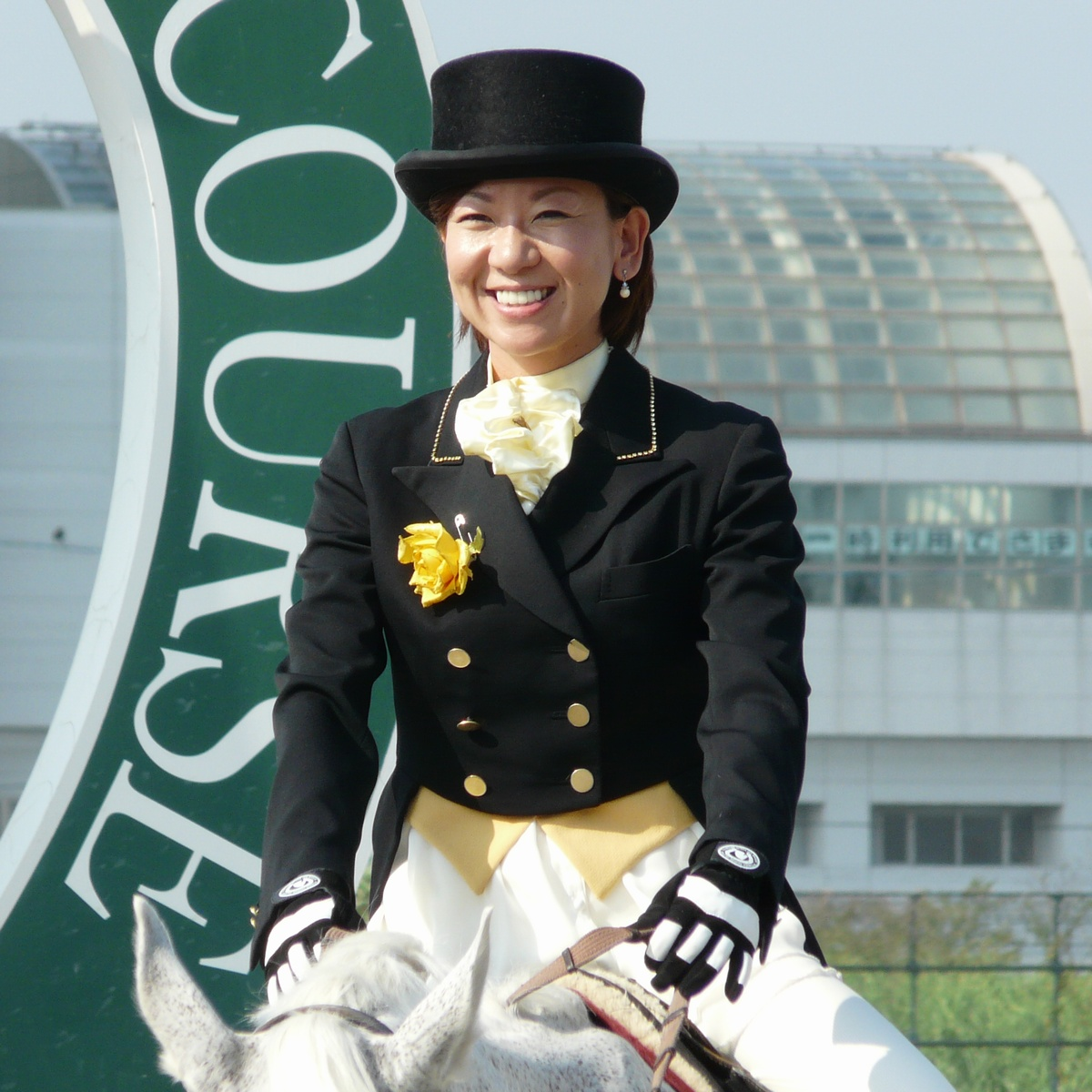
La Japonaise Chihiro Akami, un exemple de femme jockey.

La place des femmes dans l'équitation a connu une nette évolution sociétale. Jusqu'au XXe siècle, dans la plupart des pays eurasiatiques et nord-africains, puis nord et sud-américains, le cheval est un symbole militaire et viril, associé aux hommes tant pour les besoins des guerres que pour ceux du travail quotidien. En Asie, les Scythes, les Sarmates et les Achéménides pratiquent vraisemblablement une équitation mixte durant l'Antiquité, par opposition aux civilisations gréco-romaines. L'accès à l'équitation est ensuite restreint au Proche-Orient et en Asie centrale, en particulier sous les Séfévides.
Les rares mentions de femmes cavalières et combattantes relèvent souvent de mythes, tel que celui des Amazones, ou d'exceptions limitant l'approche des chevaux aux soins à leur apporter, comme celle des « Servantes du Cheval » dans le royaume Bamoun, au XIXe siècle. En Europe occidentale, l'accès au cheval est restreint par le statut social des femmes, l'équitation étant réservée à une élite. En Asie centrale, au contraire, toutes les classes sociales accèdent en général au cheval pour les migrations saisonnières. À partir de la fin du Moyen Âge, la monte à cheval avec les deux jambes du même côté, dite « en amazone », s'impose en Europe occidentale, limitant l'autonomie des cavalières. La conquête de l'Ouest américain amène des femmes de toutes conditions sociales à monter à cheval et à conduire des attelages, l'une des plus célèbres étant Calamity Jane ; cela contribue à lever l'imposition de la monte en amazone en occident.
Dans les pays occidentaux, le cheval est uniquement un animal de rente jusqu'au début du XXe siècle. Il se répand dans les milieux féminins et urbains au cours de ce siècle, entraînant une évolution de son statut vers celui d'un animal de compagnie et une forte féminisation de l'équitation. Cette diffusion ne s'est pas traduite par une représentation proportionnelle des femmes aux plus hauts niveaux des compétitions équestres, particulièrement dans le saut d'obstacles, en raison d'une répartition du travail appuyée sur les stéréotypes de genre, et d'une culture dominante axée sur les performances de l'animal plutôt que sur la relation affective. Les peuples cavaliers maintiennent des pratiques équestres avec une faible participation féminine, en particulier parmi les Gauchos sud-américains.
La culture équestre accorde une place croissante aux femmes en parallèle de la féminisation des pratiques, depuis les pony books anglo-saxons dès les années 1920, jusqu'aux productions télévisuelles et cinématographiques récentes. Ces œuvres telles que Le Grand National (1944), Sarraounia (1986), Mulan (1998) et Sport de filles (2012) mettent en scène des jeunes filles et des guerrières cavalières.

## Sources et terrain
La relation entre femmes et chevaux a été abordée par la sociologie, notamment par des ethnologues et des anthropologues, mais aussi par des psychanalystes.
Les sports équestres forment un terrain idéal pour des études de genre, car ils constituent le seul secteur sportif dans lequel hommes et femmes participent aux mêmes épreuves, les uns contre les autres, jusqu'aux niveaux internationaux et olympiques,,. Les compétitions mixtes sont ainsi organisées jusqu'au plus haut niveau depuis les années 1950, dans tous les pays du monde qui organisent des compétitions de saut d'obstacles, de concours complet et de dressage. Cet aspect favorise de nombreuses publications d'études à travers le monde,.
En langue française, l'unique travail sociologique de référence consacré à la féminisation de l'équitation est la thèse de l'anthropologue Catherine Tourre-Malen (puis l'ouvrage qui en a été tiré), ne concernant par ailleurs que le cadre européen et occidental. Émilie Maj estime qu'il s'agit d'une « fine analyse [qui] attisera l’intérêt des deux publics, chercheurs en sciences humaines, professionnels et amateurs du monde du cheval ». Pour Martine Segalen, cet ouvrage apporte une contribution notable dans le domaine de la féminisation de la société et contient des observations très fines. Catherine Monnot a en revanche déploré un parti-pris de départ, ajoutant que « la démonstration souffre d’un manque qui traverse l’ensemble de l’analyse […] On se prend à penser que l’auteur, professionnelle du cheval, a tellement intériorisé le discours et les valeurs masculines dominantes de ce milieu, particulièrement critique à l’égard d’un « féminin » systématiquement dévalorisé, qu’elle ne sait plus voir et donc analyser les significations des transformations en cours ». Pour la géographe Sylvie Brunel, c'est un « ouvrage de synthèse nourri d'un long travail de recherche théorique et pratique », mais Brunel ne suit pas la conclusion de Tourre-Malen, estimant que « c'est précisément l'engouement des femmes pour les équidés qui a donné un nouveau souffle à une activité qui avait perdu son utilité économique et militaire ».

## Histoire

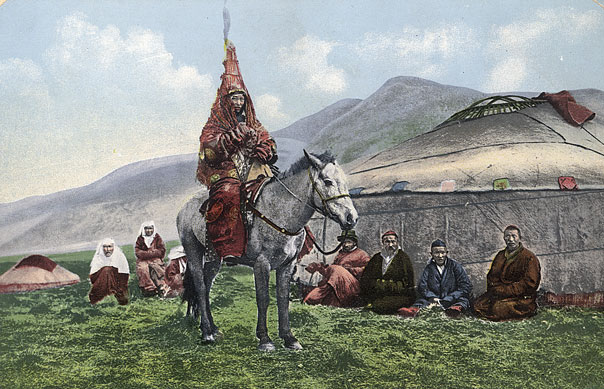
Femme kazakh en habits traditionnels, montant à cheval à califourchon, vers 1911-1914.

La relation des femmes avec le cheval apparaît de façon marginale dans les documents historiques.
Il existe de grandes différences en fonction de la région géographique, du statut social, et de l'époque. La place du cheval avant l'ère industrielle implique que les femmes, en particulier celles des classes sociales les plus élevées, aient toujours eu un accès théorique à l'équitation. Catherine Tourre-Malen identifie trois stades d'évolution dans l'équitation féminine du monde occidental : une équitation de transport passive ne demandant ni apprentissage ni habillement particuliers depuis l'Antiquité jusqu'au XVIe siècle ; la généralisation de la monte en amazone allant de pair avec la recherche d'une attitude gracieuse ; l'invention de la troisième fourche des selles en amazone, permettant aux femmes d'accéder aux pratiques équestres (sauts…) jusqu'alors considérées comme dangereuses.
Une féminisation des pratiques équestres s'observe dans tous les pays du monde depuis le milieu du XXe siècle, avec une intensité variable. D'après Jean-Louis Gouraud, ce phénomène (concernant surtout des pays développés et urbanisés tels que la France, la Suède et les États-Unis) est désormais bien connu et très commenté, mais tend à occulter la réalité des pratiques équestres féminines historiques d'autres régions du monde.

### Antiquité
Les plus anciennes preuves de domestication du cheval ayant été retrouvées parmi la culture de Botaï (dans le nord de l'actuel Kazakhstan, 3 000 à 3 500 av. J.-C), le cheval domestique et les pratiques d'équitation se répandent progressivement en Eurasie via les interconnexions culturelles.

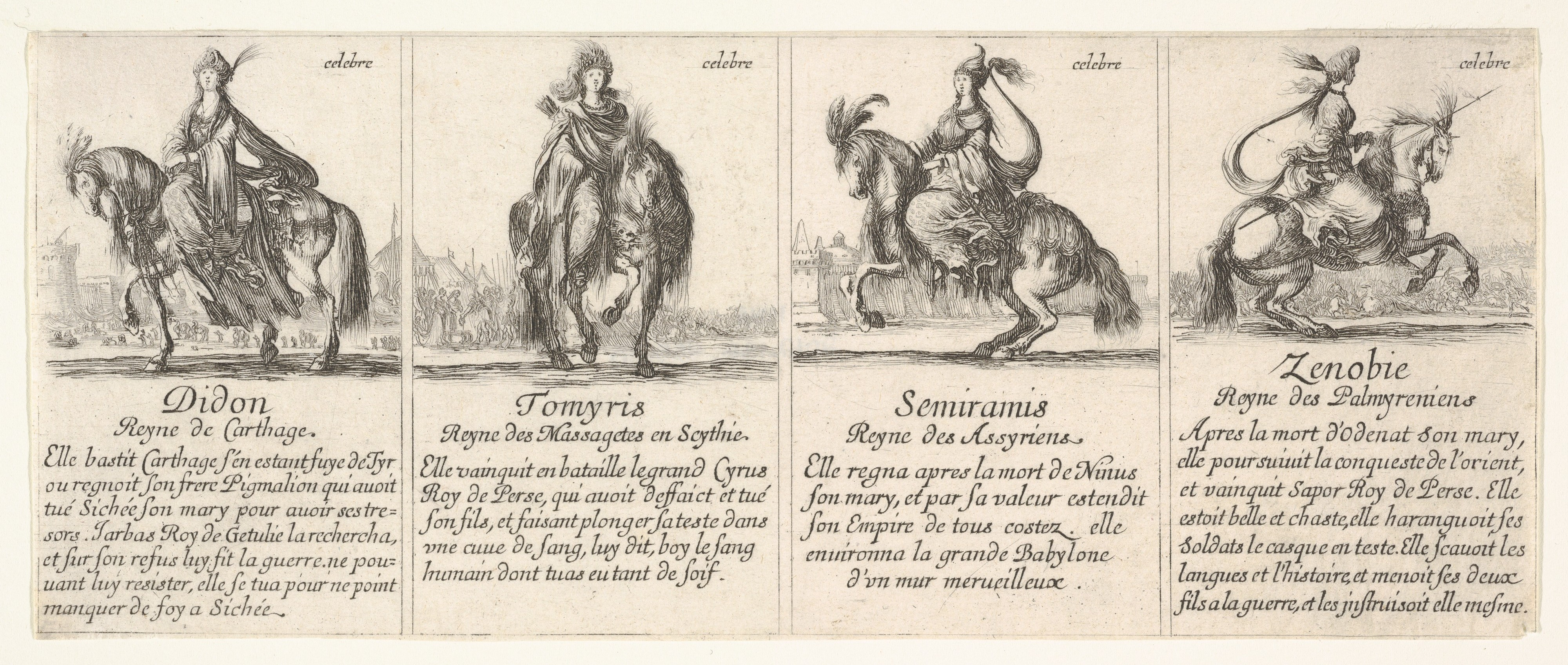
Portraits équestres de célèbres reines (toutes extérieures à la Grèce et à la Rome antiques), d'après une eau-forte datée de 1644 : de gauche à droite Didon, Tomyris, Sémiramis et Zénobie.

D'après le Dictionnaire des antiquités grecques et romaines, tant chez les Grecs que chez les Romains, la pratique de l'équitation féminine est une caractéristique attribuée à des reines pour eux étrangères, telles que la reine phénicienne Didon et la reine légendaire de Babylone Sémiramis.

#### Grèce antique et Empire romain
Selon le Pr d'études hellénistiques classiques Louis L'Allier, comme le décrit Xénophon, les femmes grecques ne montent jamais à cheval. Dans cette société patriarcale, l'univers extérieur est décrit comme celui des hommes, et l'univers intérieur (maison) comme celui des femmes : le cheval relève de l'univers extérieur et n'est donc associé qu'aux hommes. L'Allier note que dans Le Banquet, Socrate compare le « dressage » de son épouse à celui d’un cheval. La métaphore équestre est aussi employée par Xénophon pour comparer les femmes grecques à des chevaux : « la femme est à l’homme ce que la monture est au cavalier : un compagnon utile que l’on doit dompter et maîtriser ».
D'après Paulette Ghiron-Bistagne (Université Paul-Valéry-Montpellier), dans la mythologie grecque, le cheval incarne la violence sauvage ; une légende rapportée par Eschine, Dion Chrysosome et Diodore de Sicile raconte qu'une jeune femme qui avait perdu sa virginité avant le mariage fut condamnée à être enfermée avec un cheval qui la mit à mort. Les centaures, créatures mi-humaines-mi-chevaux, sont présentés comme des violeurs de femmes : Eurytos tente de violer Hippodamie (dont le nom signifie « dompteuse de chevaux ») ; Nessos fait de même avec Déjanire, l'épouse d'Héraclès.

#### Scythes et Sarmates
Sous le nom de Scythes et de Sarmates, les sources grecques décrivent des peuples nomades cavaliers de l'actuel Kazakhstan, et par extension de l'Asie centrale, établis dès le VIIe siècle av. J.-C.. Environ 20 % des tombes sarmates féminines de l'Antiquité contiennent des harnachements et des armes, démontrant que ces femmes guerroient et montent à cheval : la pratique féminine de l'équitation, même à des fins militaires, est pour elles ordinaire. Cependant, les sources écrites d'époque, très influencées par le mythe des Amazones, n'aident pas à interpréter la réalité de cette équitation féminine.
D'après le traité hippocratique Des airs, des eaux et des lieux, les femmes Sauromates (Sarmates) sont aussi guerrières que les hommes, montent à cheval, et se font cautériser le sein droit pour que la vigueur se reporte sur leur bras droit. Cependant, toujours d'après ce traité que cite Alain Ballabriga, la pratique de l'équitation cesse lorsque ces femmes perdent leur virginité ; elles ne remontent à cheval qu'en cas de péril extrême ou de levée en masse.

#### Empire achéménide
Selon Hérodote, la pratique équestre est courante sous l'empire achéménide ; le cheval permet le principal mode de transport de la noblesse perse et rien n'indique une restriction de son usage par les femmes. L'historien romain Quintus Curtius Rufus témoigne que la reine de Perse, la mère du roi et les courtisanes montent à cheval à côté du roi. Le philosophe grec Heracleids mentionne également les courtisanes accompagnant le roi à cheval lors de ses activités de chasse. En revanche, après la chute de l'empire achéménide, les empires pré-islamiques (Séleucides, Parthes et Sassanides) s'associent à un bouleversement de l'ordre social, puis subséquemment à une insécurité extérieure, qui conduit vraisemblablement les femmes à privilégier les activités à l'intérieur du foyer.

### Moyen Âge

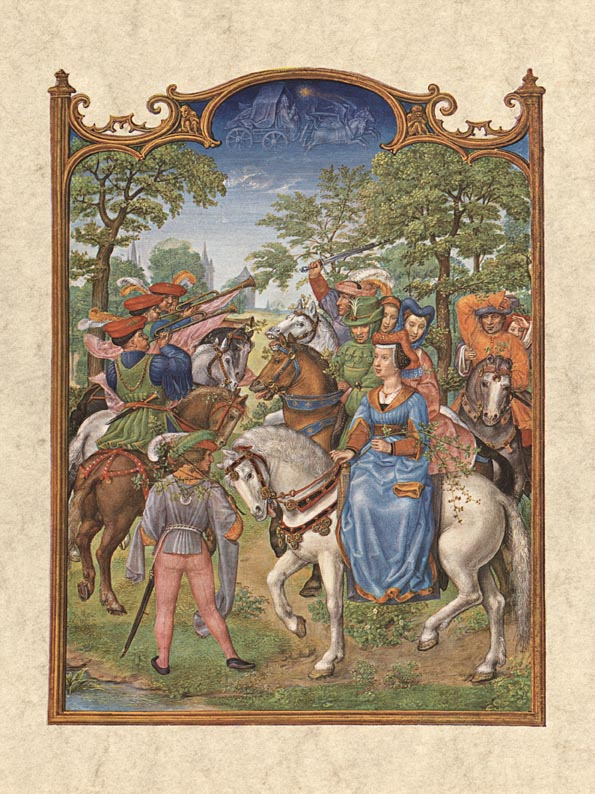
Une femme chevauchant en amazone, probablement Anne de Bohême (1366-1394) – Gerard Horenbout, XVIe siècle.

En Chine, sous la dynastie Tang, une perte de statut social des femmes coïncide avec le développement de l'équitation, lequel est attesté par la découverte archéologique de nombreuses statuettes de cavaliers. La littérature pré-islamique de Perse (XIIe siècle) contient des références à des cavalières participant aux activités équestres à égalité avec les hommes.
Durant le Moyen Âge occidental, de nombreuses corporations acceptent l’adhésion des veuves afin qu’elles puissent continuer l’activité de leurs maris décédés. Certaines femmes exercent ainsi des métiers liés au cheval. Dans les exploitations agricoles, les femmes travaillent souvent avec des hommes (sur leurs propres exploitations ou embauchées comme aides), ce qui leur donne parfois la responsabilité des chevaux de traction et des bœufs, ainsi que la gestion des soins à leur apporter.
Malgré les difficultés posées, de nombreuses femmes occidentales voyagent à cheval sur de longues distances à l'époque médiévale,. Les épouses de la haute société accompagnent leur mari sur les tournois. D'autres prennent des engagements sociaux ou familiaux les poussant à voyager. Les religieuses et femmes de foi effectuent des pèlerinages. Lorsqu’elles ne vont pas à pied, ces femmes voyagent en général à cheval (le plus souvent sur un palefroi, plus adapté) ou, si elles sont affaiblies ou malades, dans un chariot ou sur une litière,. Les femmes de la noblesse possèdent parfois des chevaux avec lesquels elles accompagnent les hommes dans des activités comme la chasse et la fauconnerie,.
Jusqu'au XIVe siècle, la plupart de ces femmes montent à califourchon (avec une jambe de chaque côté du corps du cheval),. Un modèle de selle avec un repose-pied est inventé vers le XIIe siècle pour permettre aux femmes de la noblesse de chevaucher en amazone (avec les deux jambes du même côté) tout en portant des robes élaborées, mais ce type de selle n'est pas universellement adopté au cours du Moyen Âge. Une autre technique pour monter à cheval en robe consiste à s'asseoir de côté sur une selle très rembourrée, les deux jambes pendant le long d'un des flancs du cheval : cette monte est dite « en séant », « à la fermière » ou « à la planchette »,.
Plusieurs femmes occidentales prennent part à des guerres sur le dos des chevaux, dont Jeanne d'Arc, Mathilde l'Emperesse (qui mène une armée contre son cousin Étienne d'Angleterre, armée et caparaçonnée) et l’épouse d’Étienne, Mathilde de Boulogne, au XIIe siècle. Les joutes équestres sont, en revanche, uniquement réservées aux hommes.

### Renaissance et temps modernes
À partir de la fin du Moyen Âge occidental, la monte à califourchon est progressivement interdite aux femmes européennes, notamment en France. Seule leur est autorisée la monte en amazone. Plus technique, cette équitation requiert l'aide d'un homme pour se hisser en selle et en redescendre avec des jupes, ce qui maintient les femmes dans un état de dépendance. D'après Catherine Tourre-Malen, « l’équitation des dames, en réduisant les femmes à une utilisation limitée du cheval, leur interdit un accès égalitaire au cheval qui, pendant des siècles, représente la liberté et le déplacement, le pouvoir et la domination ». Les femmes sont marginalisées dans l'accès à l'équitation, d'autant plus que, dans la société européenne, le cheval tient, jusqu'au début du XXe siècle, un rôle d'animal utilitaire et militaire, associé presque exclusivement aux hommes.
Les sports équestres de la Renaissance hérités de la joute, quintaine et courses de bague, font davantage appel à l'adresse qu'à la force, mais restent essentiellement masculins. Les académies équestres destinées à former la noblesse accueillent des femmes, à condition qu'elles aient un certain maintien en selle, notamment du XVIe au XVIIIe siècle, dans l'Ouest et le Sud-Ouest de la France. Les activités guerrières leur restent fermées : si les femmes de la Renaissance européenne accompagnent parfois la chasse à courre, elles montent des chevaux particuliers qui leur sont réservés. Le traité d'équitation du maître Gabriel du Breuil Pompée (1669) met l'accent sur la « grâce » et la « belle posture » que les femmes doivent avoir à cheval.
Sous la dynastie des Séfévides (Perse - Iran), en 1501, il existe des preuves d'une très faible participation des femmes aux activités extérieures, associées à un code vestimentaire strict qui leur limite beaucoup l'accès à l'équitation. Sous le règne du Shah Tahmasp Ier (1524 - 1576), il est formellement interdit aux femmes de pratiquer l'équitation où que ce soit à l'extérieur, et il leur est explicitement déconseillé de s'asseoir sur un cheval ou d'en tenir les rênes. Cette loi évolue sur la fin de l'époque Séfévide, probablement sous l'influence de visiteurs occidentaux ; les courtisanes et les femmes riches sont autorisées à conduire des attelages et les prostituées montent librement à cheval. Les témoignages de voyageurs signalent que les cavalières perses sont vêtues de longues robes et de voiles qui leur recouvrent l'intégralité du visage.

### XVIIIeetXIXesiècles

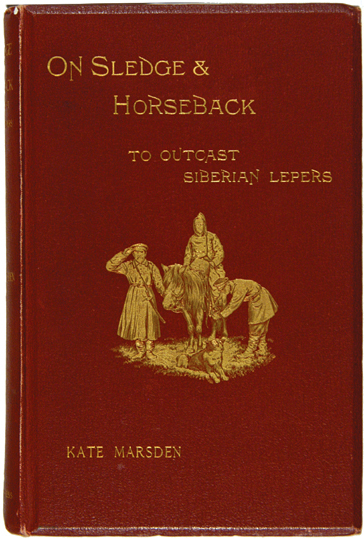
Couverture du livre On Sledge and Horseback (« En traîneau et à dos de cheval ») de Kate Marsden.

En Europe, le cheval reste réservé à une élite sociale. Cependant, de grands voyages d'exploration et des colonisations de territoires entraînent quelques femmes à faire usage de chevaux. Kate Marsden parcourt, en 1890 et 1891, 18 000 km à travers la Russie, entre autres en montant à cheval, mais aussi en conduisant des attelages.
- Cavalières et meneuses de chevaux de la fin du XIXe siècle

Cavalières et meneuses de chevaux de la fin du XIX
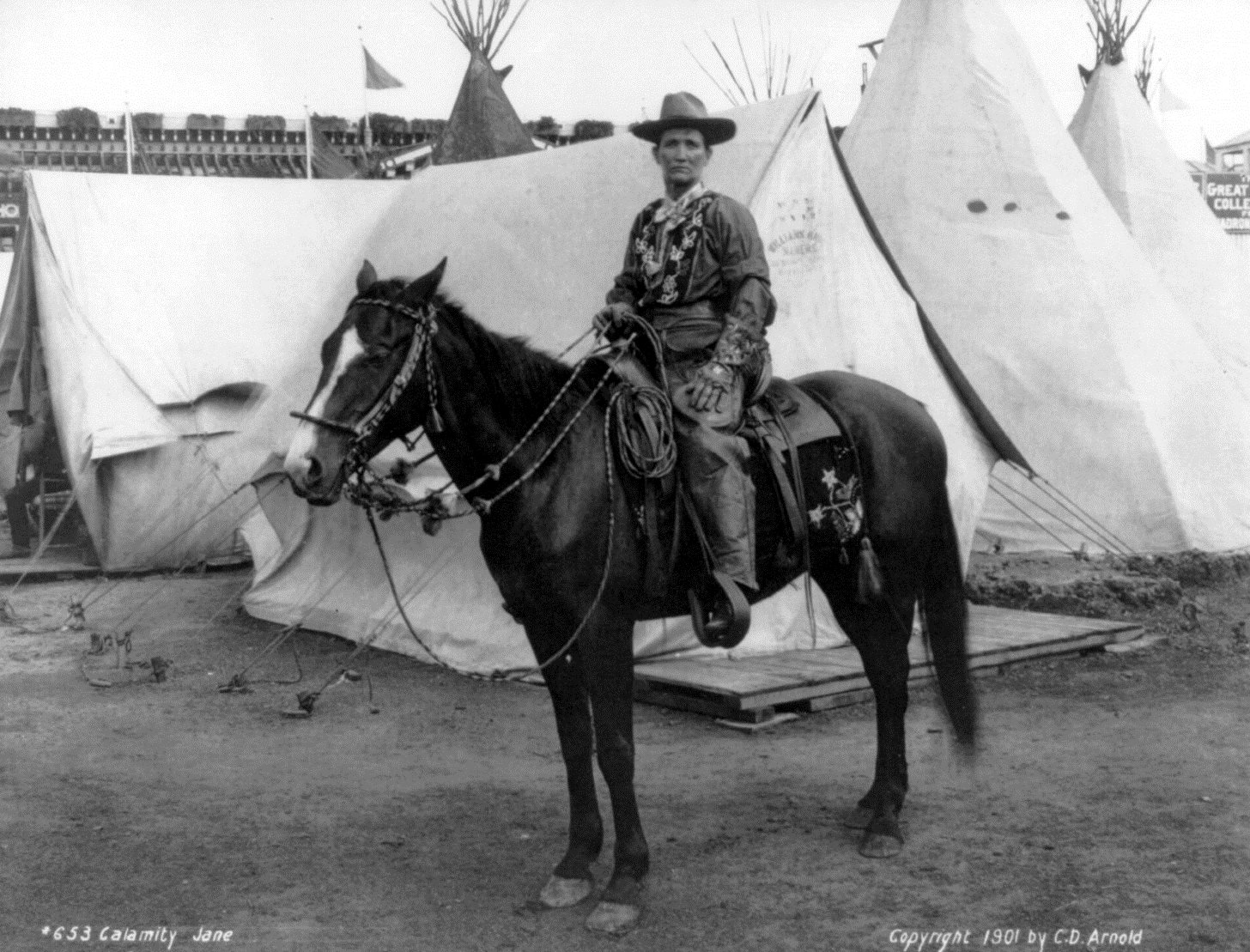
Calamity Jane à cheval, à califourchon.
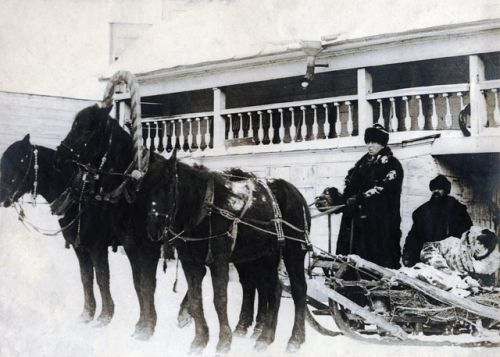
Kate Marsden dans un traîneau, en Sibérie.

D'après Jean-Louis Gouraud, certaines troupes des bachi-bouzouks ottomans sont dirigées par des femmes.

#### Écuyères amazones des cirques européens

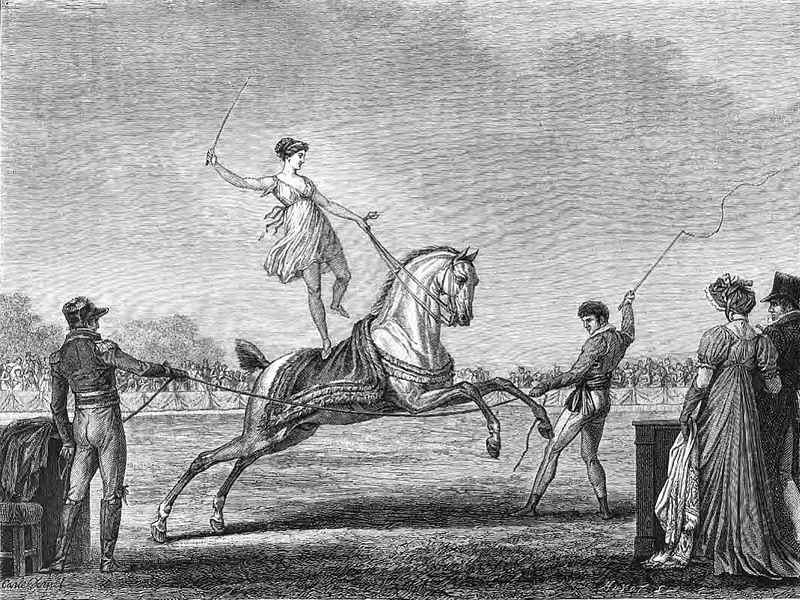
Exercice d'écuyère au cirque Franconi.

Sous la monarchie de Juillet, l'équitation est, avec la danse, la seule activité physique préconisée aux femmes des élites européennes. La monte en amazone connaît son apogée au XIXe siècle.
Malgré les restrictions induites par la monte systématique en amazone, des femmes européennes se taillent une solide réputation dans le domaine du cirque en devenant des écuyères reconnues, attirant de nombreux spectateurs. Elles font l'objet d'articles de presse, et inspirent des artistes. Le cirque leur offre une possibilité de s'affirmer. Les numéros de ces femmes sont si réputés qu'elles voyagent avec leurs chevaux dans toute l’Europe, jusqu'à Saint-Pétersbourg. Caroline Loyo, première femme écuyère à présenter son cheval de haute école sur une piste de cirque en 1833, se produit au Cirque d'Hiver à Paris l'année suivante. L'Autrichienne Elisa Petzold devient la professeur particulière de l’impératrice Élisabeth d’Autriche. Dans les années 1840, les écuyères sont plus nombreuses que les écuyers dans le domaine du cirque. La forme de ces spectacles évolue rapidement vers la recherche de la grâce et la féminité, notamment à travers des numéros de voltige et de danse.

#### Amériques

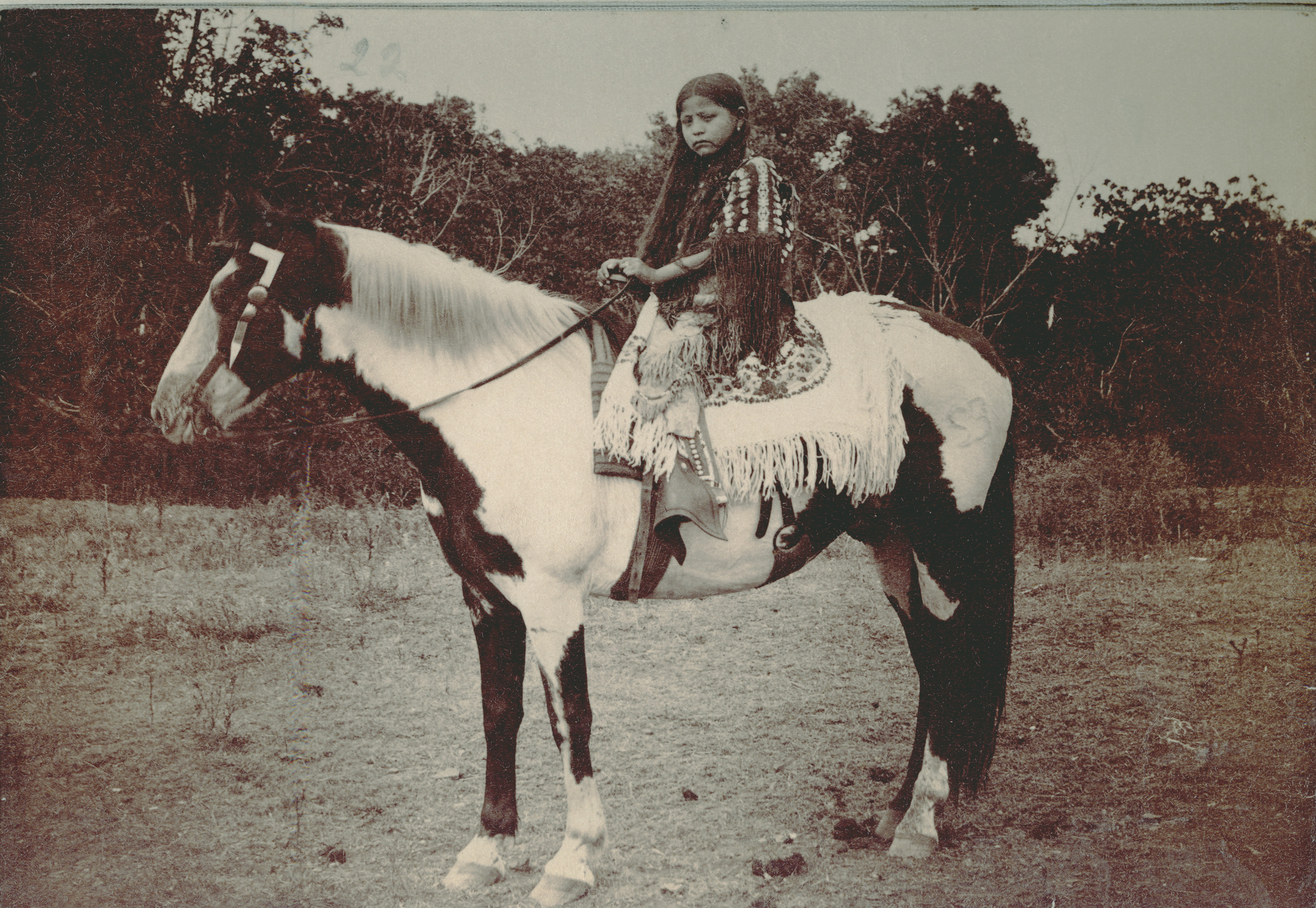
Adolescente kiowa à cheval, vers 1890-1895.

La grande diversité des tribus amérindiennes empêche les généralités, de plus, les études menées sur le rapport au cheval concernent presque toutes les hommes. Les sources concernant les femmes étant extrêmement rares, elles ne permettent que des reconstitutions imprécises. L'Ouest américain est historiquement décrit comme un espace idéal pour les hommes et le bétail, et « un enfer pour les femmes et les chevaux ». Les tribus amérindiennes des Grandes Plaines semblent, initialement, être relativement égalitaires en termes de rapports femmes-hommes. L'introduction du cheval sur leur territoire, à partir du XVIIIe siècle, entraîne des changements culturels et sociaux. Il faut attendre le XIXe siècle pour que les Amérindiens des plaines deviennent réellement un peuple cavalier, en particulier les Lakotas et les Cheyennes. Le gardiennage des troupeaux de chevaux devient une activité masculine, l'arrivée des chevaux chez ces peuples favorisant vraisemblablement en premier lieu les hommes. Un déclin du statut social féminin est manifeste à la même époque ; le cheval favorise les raids guerriers, activité masculine. Des photographies anciennes montrent cependant des femmes crows montant à cheval, à califourchon, au début du XXe siècle. Il existe aussi des attestations de femmes cheyennes et blackfeet devenues d'habiles cavalières,, de femmes crows ayant chevauché lors d'une bataille contre les Sioux, et d'une vieille femme pawnee qui est montée à cheval pour défendre son village contre une attaque des Poncas.
La conquête de l'Ouest américain entraîne de nombreuses femmes d'origine européenne et de tout statut social à monter à cheval ou à conduire des attelages pour se déplacer. Aux États-Unis, à la fin du XIXe siècle, Calamity Jane est réputée pour monter à cheval sur de longues distances, à califourchon comme un homme.

#### Royaumes africains
La plupart des grandes monarchies africaines précoloniales tiennent le cheval à l'écart des femmes et n'en acceptent aucune parmi leurs cavaleries militaires, à une possible exception près : dans le royaume Bamoun, les soins de chevaux sont confiés à de jeunes filles rigoureusement sélectionnées, nommées « Servantes du Cheval ».
Durant son étude de l'ethnie Abisi du Nigeria (1979), l'anthropologue Jean-Jacques Chalifoux note que les femmes ne sont autorisées à posséder aucun cheval, ces derniers étant réservés aux hommes pour la chasse ; en revanche, une « femme-cheval » est chargée d'apporter le fourrage et l'eau aux chevaux.

#### Ethnies de Chine
Dans son ouvrage posthume La femme en Chine (1876), Louis-Auguste Martin observe que parmi l'ethnie « Lo-Lo » (désormais plutôt nommée Yi), les femmes montent à cheval lors des cérémonies de mariage en portant une longue robe par-dessus laquelle est attachée un petit manteau tombant jusqu'à la ceinture ; elles portent ces mêmes tenues en cas de besoin de se déplacer à cheval. Le diplomate John Barrow, pendant son service à l'ambassade anglaise à Pékin (de 1792 à 1794), témoigne pareillement de ce que les femmes tartares montent à cheval à califourchon dans les rues en portant de longues robes de soie, au contraire des femmes chinoises (Han) qui restent scrupuleusement au foyer.

### XXesiècle

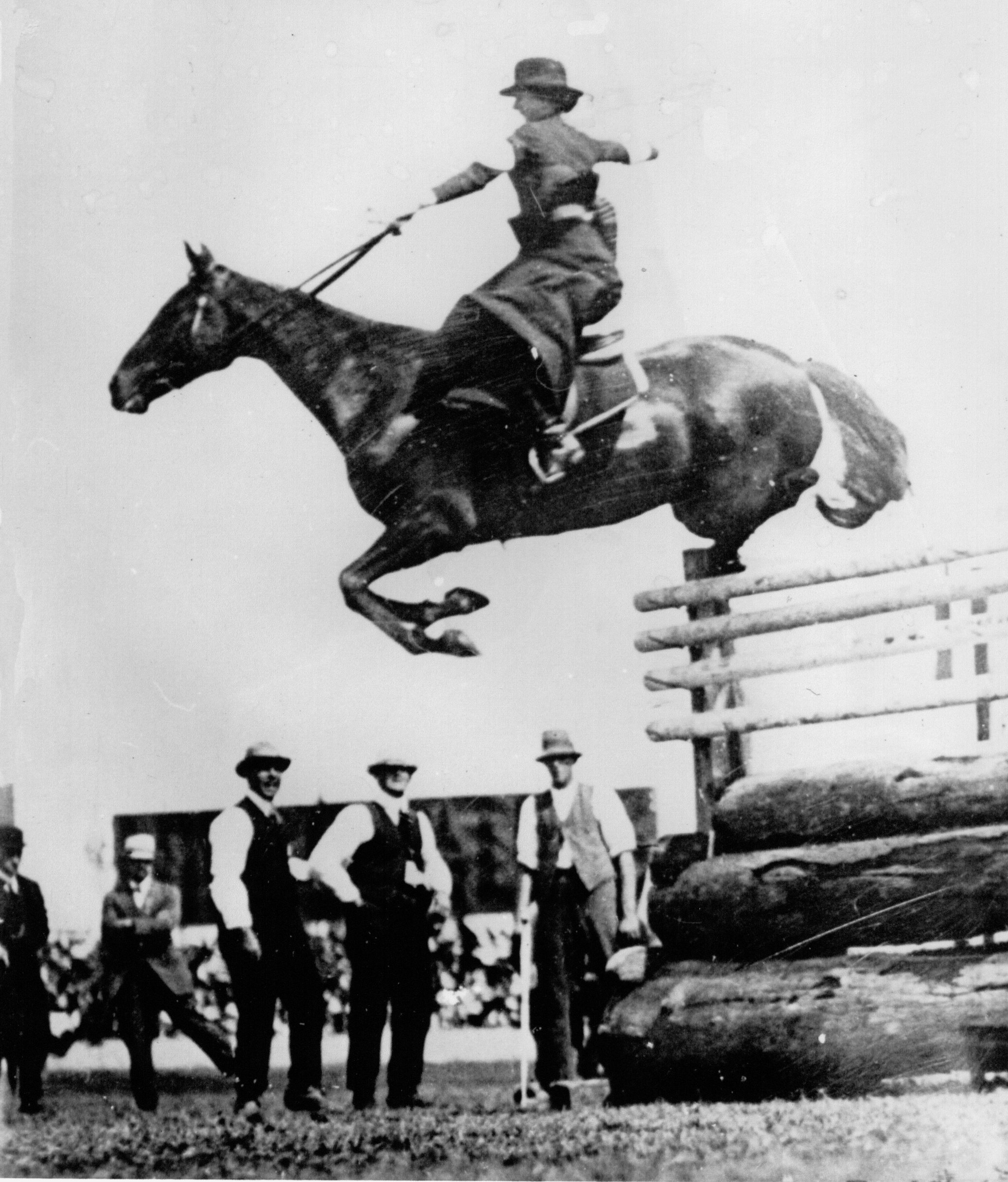
L'Australienne Esther Stace, de, établissant un record de puissance en sautant 1.98 m en amazone lors du Sydney Royal Show de 1915.

Tant au Royaume-Uni qu'en Suède, au début du XXe siècle, l'équitation est indissociable des hommes et de la masculinité, les cavaliers suédois étant issus des classes supérieures notamment dans les secteurs des transports et celui de l'armée. Une féminisation massive des pratiques équestres s'observe dans la plupart des pays d'Europe, tout particulièrement au Royaume-Uni, ainsi qu'aux États-Unis, durant la totalité du XXe siècle. En Amérique latine, il n'existe pas de statistiques des pratiques équestres, mais cette féminisation est connue, notamment, dans le saut d'obstacles au Brésil. Au Canada, la pratique du rodéo, traditionnellement masculine, attire de plus en plus de femmes. Le même phénomène s'observe dans les compétitions de dressage au niveau mondial. Aux États-Unis, en Espagne et au Brésil, seules certaines pratiques équestres considérées comme traditionnelles (équitation western, doma vaquera…) restent des activités masculines.

#### Autorisation de la monte à califourchon et accès aux compétitions internationales
L'autorisation de la monte à califourchon pour les femmes coïncide avec la vague des mouvements protestataires féministes. En 1914, seule la monte en amazone est jugée convenable pour les Françaises. En 1930, une loi française autorise pour la première fois les femmes à porter le pantalon pour monter à cheval ou circuler à bicyclette. Cette évolution très rapide des mentalités semble être due à une évolution parallèle de l'enseignement et des mœurs, ainsi qu'à l'influence des cultures (notamment américaines) autorisant la monte à califourchon pour tous. En 1952, les femmes sont autorisées pour la première fois à participer aux compétitions olympiques de dressage, et en 1956, la même autorisation porte sur les compétitions olympiques de saut d'obstacles. La presse suédoise accorde de nombreux articles aux femmes évoluant dans les sports équestres pendant les épreuves des Jeux olympiques d'été organisées à Stockholm en 1956, ce qui indique une présence féminine relativement rare dans ce secteur à l'époque. Pat Smythe, première femme (de nationalité britannique) à participer à des compétitions de saut d'obstacles au niveau olympique, est fortement médiatisée dans ce pays.

#### Évolution des représentations de genre

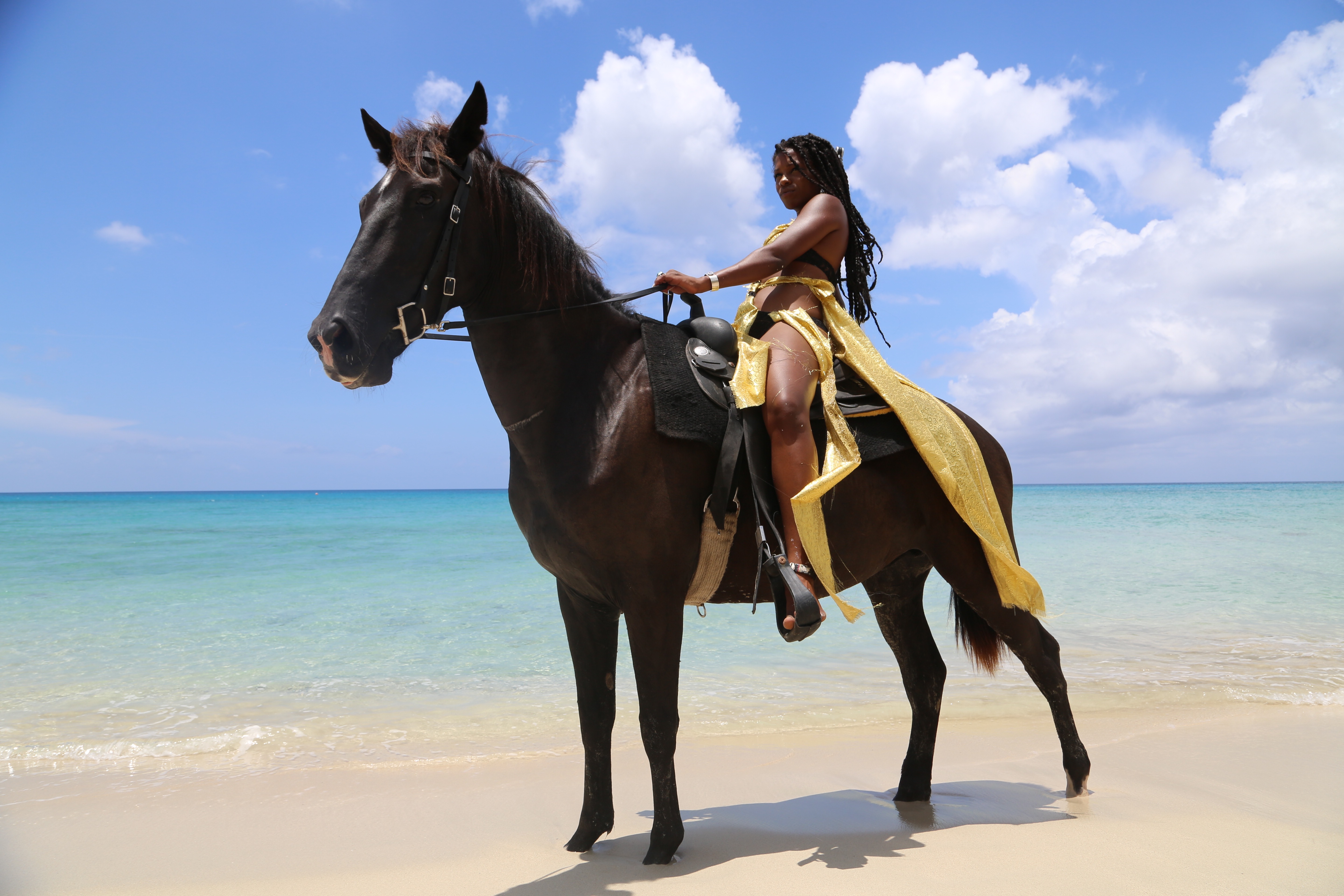
Cavalière sur une plage à Sainte-Croix, dans les Antilles.

D'après la sociologue du sport Susanna Hedenborg (université de Malmö), les représentations de genre liées à l'équitation ont vraisemblablement commencé à évoluer en Suède et au Royaume-Uni dans les années 1950.
L'équitation, préalablement pratiquée par des officiers et des aristocrates dans le monde occidental, attire de plus en plus de femmes, généralement jeunes, citadines et issues de la classe moyenne,. Dans le cadre d'un mouvement d'accès des femmes aux pratiques sportives et de loisir,, le monde équestre se féminise très largement tout au long du XXe siècle. Le simple déclin des activités militaires et de travail avec des chevaux ne peut suffire à l'expliquer.
Une analyse des annonces de recrutement publiées dans le magazine équestre britannique Horse & Hound montre qu'en 1912, aucune annonce n'est rédigée pour recruter une femme, alors qu'en 1964, presque 50 % des annonces demandent explicitement le recrutement d'une femme, en suivant une progression continue : depuis 1956, les femmes forment la majorité des cavaliers et des palefreniers (grooms) recrutés via ce magazine britannique. Il est possible que la perte de nombreux jeunes hommes britanniques durant la Seconde Guerre mondiale l'explique, au moins partiellement. D'autres facteurs, tels que le fait qu'il soit préférable qu'un cavalier-palefrenier soit léger, entrent probablement en compte.

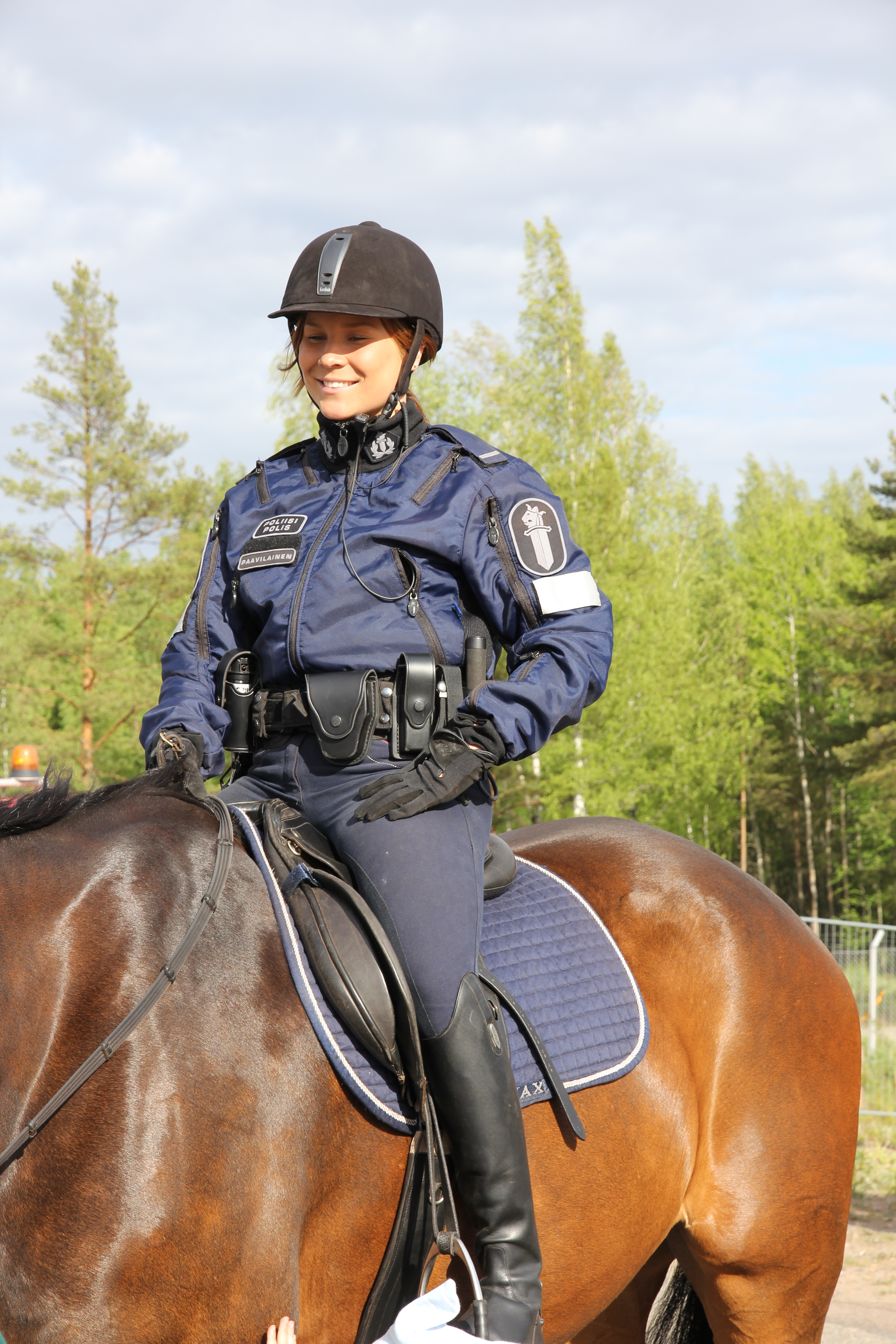
Cavalière de la police montée finlandaise, en 2015.

D'après Tourre-Malen, l'accueil des cavalières est souvent favorable et bienveillant de la part des cavaliers masculins, grâce à une tradition galante, et malgré un certain machisme.

« Et naturellement, le nombre des femmes jockeys va se multiplier. Jusqu'à présent, ce qui avait toujours freiné leur prolifération, c'était un problème psychologique. Vous imaginez une femme jockey ralentissant à cent mètres de l'arrivée pour se remettre un peu de rouge à lèvres afin de figurer à son avantage sur la photo-finish ? »

— André et Mina Guillois, Les femmes marrantes (1975)
Ce basculement devient flagrant durant les années 1970, où les femmes cessent de s'aligner sur le modèle de l'équitation militaire et masculine. Il est en partie dû au développement de l'équitation sur poney, permettant aux enfants et jeunes filles d'accéder à un animal moins impressionnant que les chevaux. En France, la part des cavalières licenciées passe d'un peu plus de 50 % en 1963 à 53,4 % en 1975, puis à 63,5 % en 1987. À la fin du siècle, les femmes représentent 70 à 80 % des pratiquants d'équitation en France, ce qui fait de la Fédération française d'équitation la plus féminisée des fédérations sportives olympiques majeures.

## Mythes, héroïnes et légendes

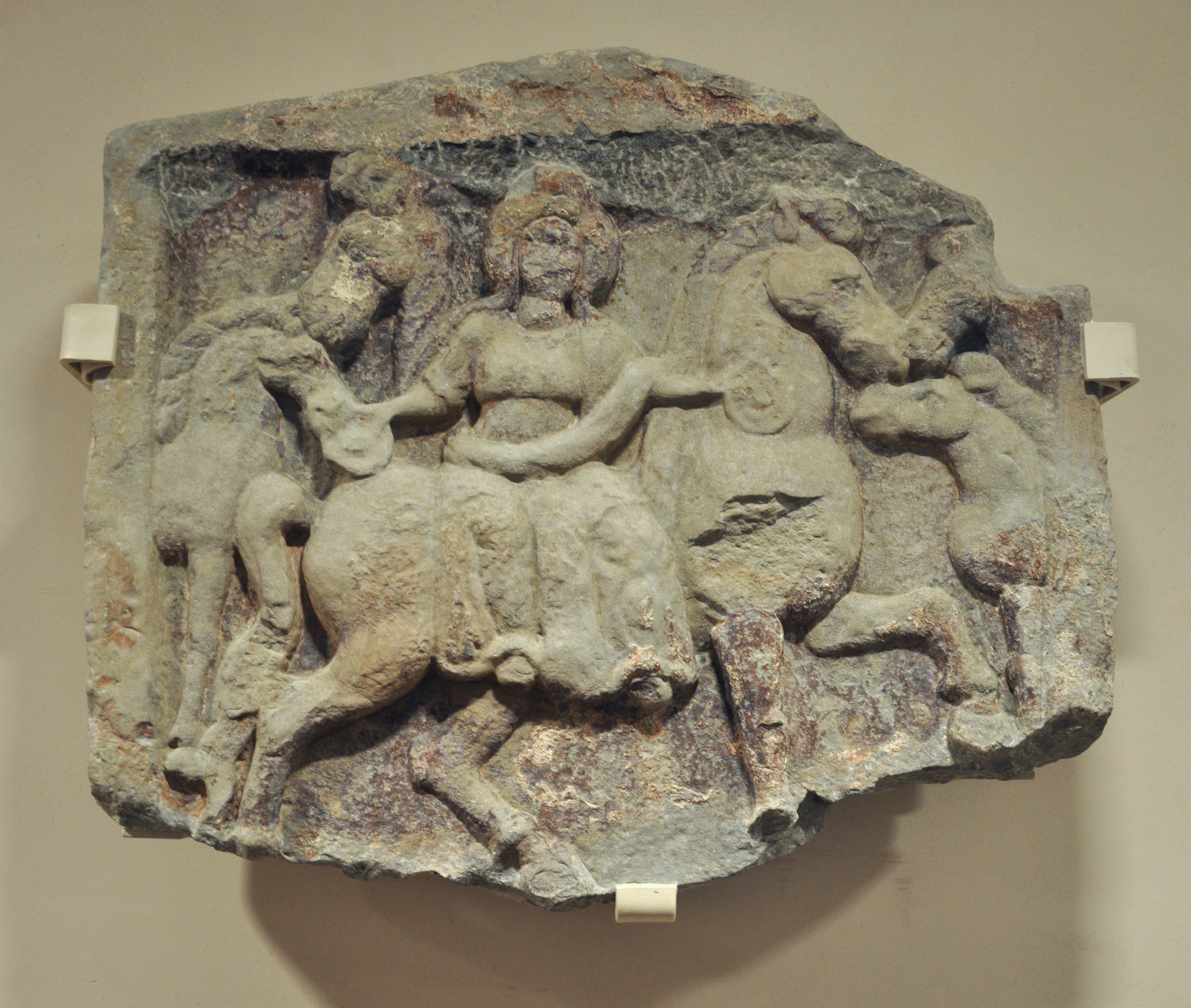
Épona, déesse cavalière gauloise dont le culte a été repris par les Romains.

La relation entre femmes et chevaux est évoquée dans certains grands mythes et dans des récits héroïques depuis l'Antiquité. La figure de l'héroïne guerrière et cavalière est commune à de très nombreuses civilisation, tant dans le monde occidental avec Jeanne d'Arc (la plus connue en France), qu'en Chine (avec 花木蘭 ; Huā Mùlán) ou sur le continent africain.

### Divinités
Dans son étude « La femme et l'équidé dans la mythologie française », le mythologue George Charrière note l'existence de nombreuses figures mythologiques cavalières : la déesse Épona (gauloise et reprise par les Romains), l'irlandaise Rhiannon, l'association entre la femme et la licorne, la chauchevieille, les Trottes-vieilles de Haute-Saône, la fée cavalière franc-comtoise Tante Arie, et d'autres figures similaires évoquées à la mi-Carême. Épona est représentée comme symbole d'abondance, avec la corne d'abondance, ce que Charrière interprète comme une déesse laitière. Les déesses-juments celtiques peuvent, selon le philosophe Michel Cazenave, incarner une souveraineté féminine : dans la mythologie celtique irlandaise, la déesse Macha gagne une course à pied contre des chevaux.
La mythologie perse compte elle aussi des déesses et autres figures féminines associées au cheval, entre autres Anāhitā, déesse de l'eau et femme militaire, qui conduit un chariot tiré par quatre chevaux. Dans la mythologie grecque puis romaine, la déesse agricole et de la fertilité Déméter est parfois figurée avec une tête de cheval.

### Mythe des Amazones

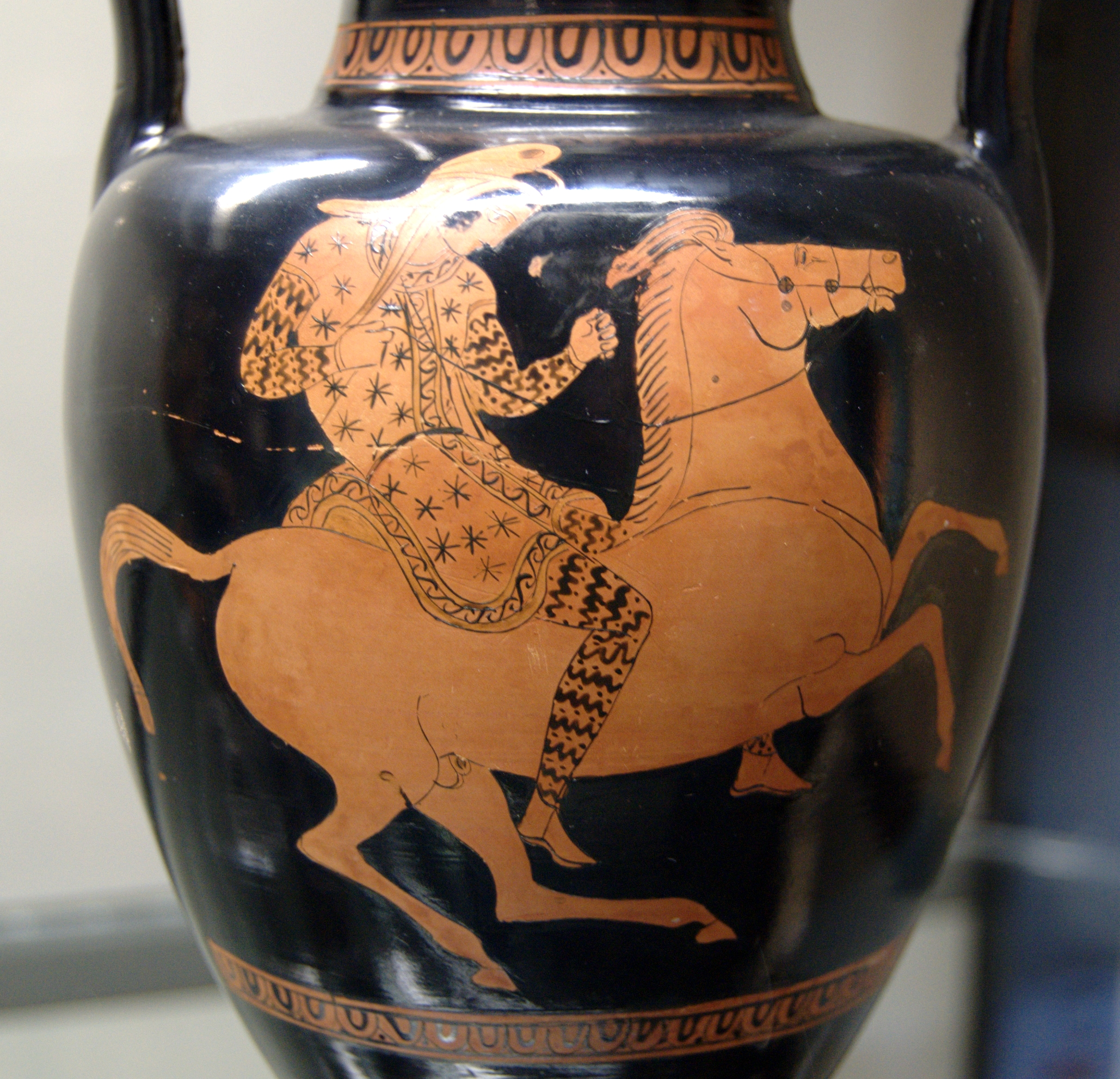
Amazone à cheval, Face B d'une amphore à col attique à figures rouges, v. 420 av. J.-C.

Le mythe des Amazones forme l'une des associations entre femmes et cheval les plus connues, pour avoir nourri « les représentations de la femme à cheval et celles du matriarcat ». Elles seraient les premières à avoir recouru à la cavalerie, s'organisant en une société dans laquelle les hommes sont leurs esclaves, ou des exclus. Le nom d'Hippolyte, la reine des Amazones, signifie par ailleurs « cheval délié » en grec.
Ce mythe semble puiser ses sources dans l'existence bien attestée de femmes cavalières et guerrières durant l'Antiquité, perçue comme extraordinaire dans la société grecque antique patriarcale, où les femmes n'ont pas accès à l'équitation. Les Amazones deviennent un élément de mythe qui nourrit l'imaginaire grec.

### Cavalières africaines héroïques

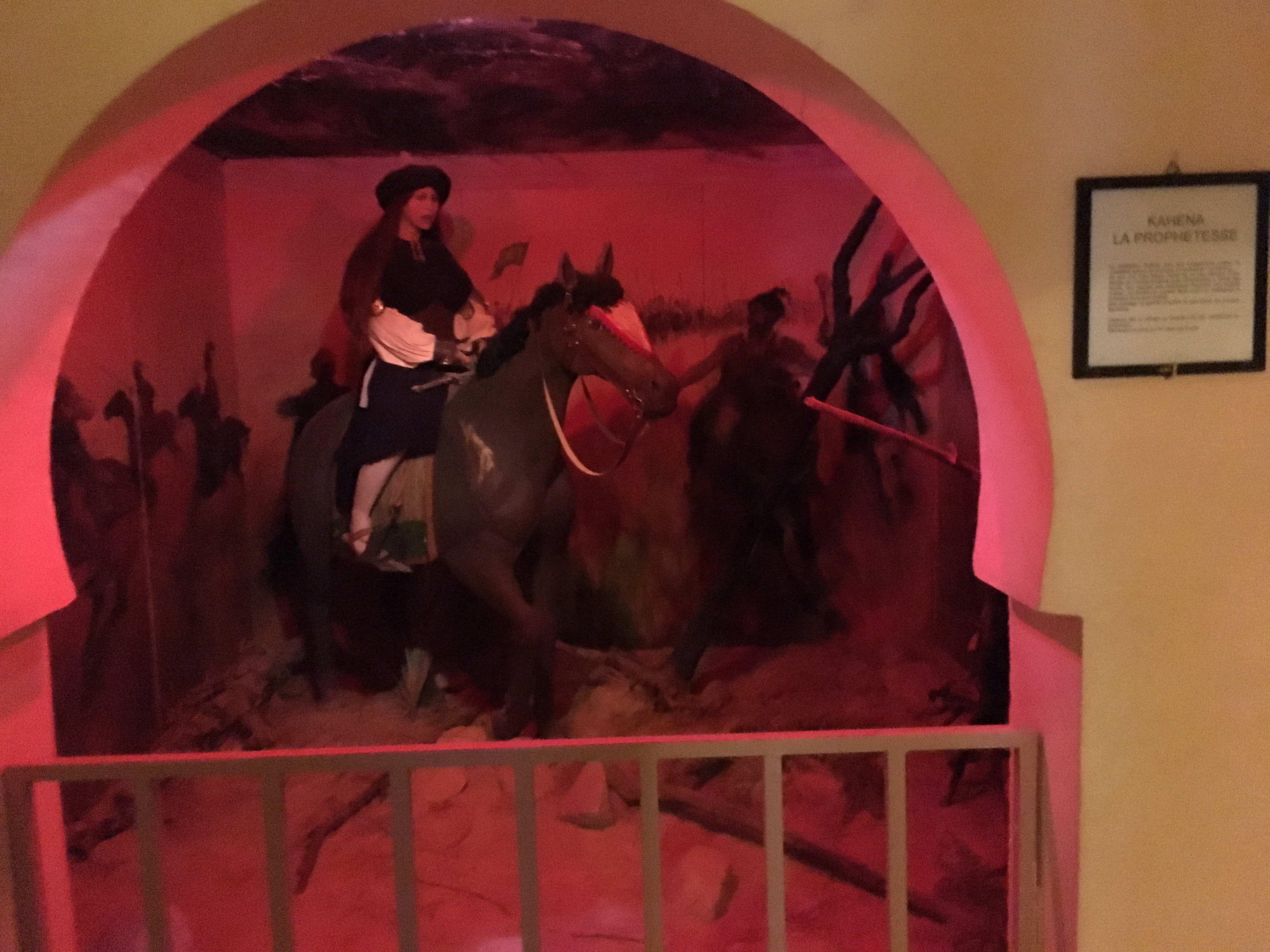
Dihya, représentée à cheval au Musée Dar Cheraït de Tozeur.

Plusieurs peuples africains ont des héroïnes cavalières, notamment chez les Berbères et dans le Sahel.

#### Cavalières légendaires du Maghreb
Ces reines légendaires comptent notamment la figure Berbère Dihya (également nommée « La Kahina »),.
Dans ses Voyages dans les régences de Tunis et d'Alger, Claude-Charles de Peyssonnel décrit que le sultan Bou Aziz fut attaqué et défait par Hassan Bou Kemia, le bey de Constantine, en 1724 ; il se trouvait au désespoir quand sa fille, appelée Elgie Bent Boisis Ben Nacer (Euldjia Bent Bou Aziz Ben Nacer) se fit apporter ses vêtements les plus beaux et, s'étant vêtue, monta à cheval, appela les femmes et les filles, ses parentes ou ses amies, qui montèrent aussi à cheval. Elle harangua les femmes en leur disant : « Puisque ces hommes n'ont pas le courage d'aller contre les Turcs, qui viendront bientôt nous violer à leurs yeux, allons nous mêmes vendre chèrement notre vie et notre honneur et ne restons plus avec ces lâches ». Puis découvrant sa gorge et la montrant aux hommes, elle leur cria « Enfants de Nazer (Nacer) ! Qui voudra sucer de ce lait n'a qu'à me suivre ! ». Les hommes, piqués de l'héroïsme de cette fille, donnèrent sur les Turcs avec tant de violence qu'ils défirent le camp, remportèrent une partie du butin qui leur avait été enlevé, firent prisonnier le khalife et dépouillèrent tous les Turcs.

#### Cavalières légendaires du Sahel
La cavalière du Sahel Sarraounia est une figure réinventée de manière romantique dans les années 1980, présentée comme une femme élevée à la façon d'un homme dans une société patriarcale. La chevalerie des Soninkés aurait été créée par Niamey, une autre cavalière sahélienne qui est évoquée dans les récits légendaires des griots : devenue cavalière très jeune, un cheval ailé surgissant du ciel se mit à son service.
Yennenga, que Jean-Louis Gouraud compare à « la Jeanne d'Arc africaine », est une princesse d'une grande beauté, habile cavalière, qui tombe amoureuse du chasseur Riale en montant son étalon ; son fils prend le nom de Ouedraogo, qui signifie « l'étalon », en hommage à sa monture : il est l'ancêtre et fondateur de l'ethnie des Mossis. Yennenga est par ailleurs figurée sur les récompenses décernées au FESPACO, nommées des « étalons ».

## Analyse économique

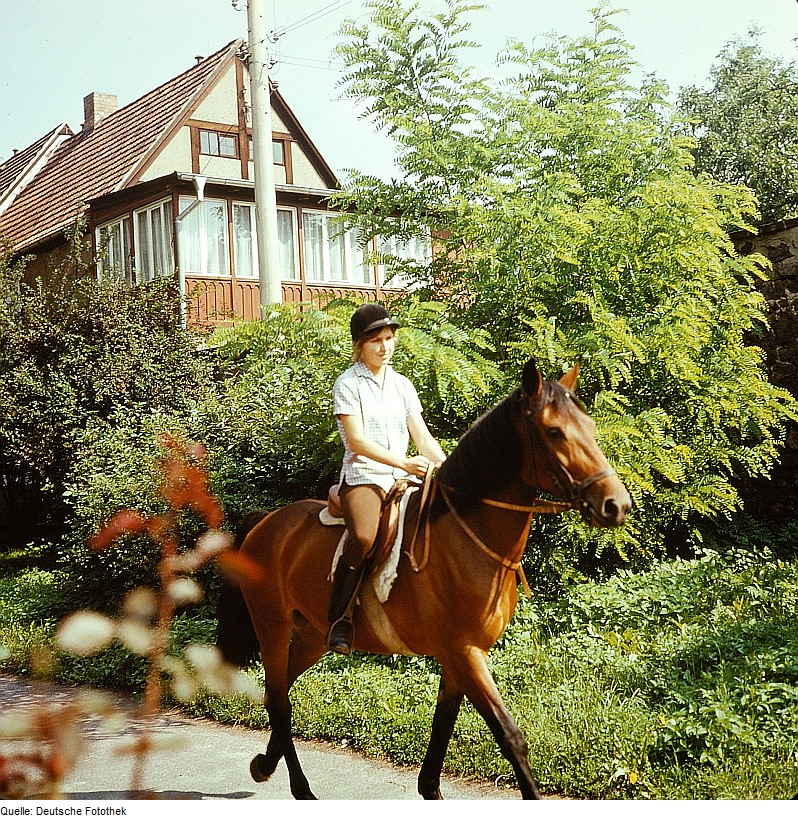
Cavalière allemande en 1977.

En 2007, 84 % des membres de la Fédération équestre suédoise sont des femmes, jeunes pour la plupart. Ce secteur est par ailleurs d'une grande importance économique dans ce pays, l'équitation étant pratiquée dans toutes les classes sociales. Il en est de même au Royaume-Uni, où le secteur équestre constitue le principal employeur sportif du pays.
Aux États-Unis, les femmes représentent plus de 80 % des équitants (en 2003). En Belgique francophone, l'équitation est le quatrième sport le plus pratiqué, ainsi que le premier sport féminin (en 2016).

### Répartition des activités
En France, les femmes comptent pour 74,5 % des compétitrices de la Fédération française d'équitation en 2006, mais elles ne représentent que 25 % des compétiteurs du plus haut niveau, le niveau « pro ». Les femmes sont beaucoup mieux représentées dans les domaines de l'enseignement aux débutants (les hommes encadrant en priorité les cavaliers de compétition et les plus confirmés), l'administration et les soins aux chevaux, qui ne leur permettent généralement pas de travailler ni de valoriser leurs compétences sportives : les fonctions stratégiques restent dévolues aux hommes. Lorsqu'un couple (mari et femme ou frère et sœur) travaille dans les sports équestres, la répartition du travail et des chevaux est presque systématiquement favorable à l'homme, au détriment de la femme, qui « joue un rôle de soutien ».
Les femmes présentes en haute compétition ont généralement un gros capital économique leur permettant d'accéder à des chevaux performants et de se libérer des tâches domestiques, ou bien sont issues de familles de cavaliers professionnels reconnues.

### Tenues et matériel équestre
D'après Tourre-Malen, depuis les années 1930, les cavalières occidentales ont adopté la même tenue vestimentaire que les hommes et peu d'éléments les différencient. Cependant, les tenues des cavalières se « féminisent » depuis les années 1970, notamment avec l'arrivée des culottes élastiques moulantes vers 1975, plus confortables. L'équipement équestre féminin représente ainsi un marché pour vendre des produits formatés pour les attentes et sensibilités féminines.
Tourre-Malen note que l'équitation est un prétexte pour les femmes à « se parer » en choisissant les éléments de leur tenue et ceux du harnachement du cheval avec soin. Si les tenues vestimentaires sont très réglementées au plus haut niveau de compétition, notamment en termes de couleurs, les compétitions poney, de petit niveau, et d'amateurs, permettent davantage de liberté vestimentaire. Pour Tourre-Malen, « l'expression féminine de la tenue se repère aussi dans la diversification des gammes de coloris des culottes d'équitation et des chemises » et les équipementiers ciblent cette clientèle en proposant des « coloris tendance ».

Matériel équestre aux couleurs « féminines »
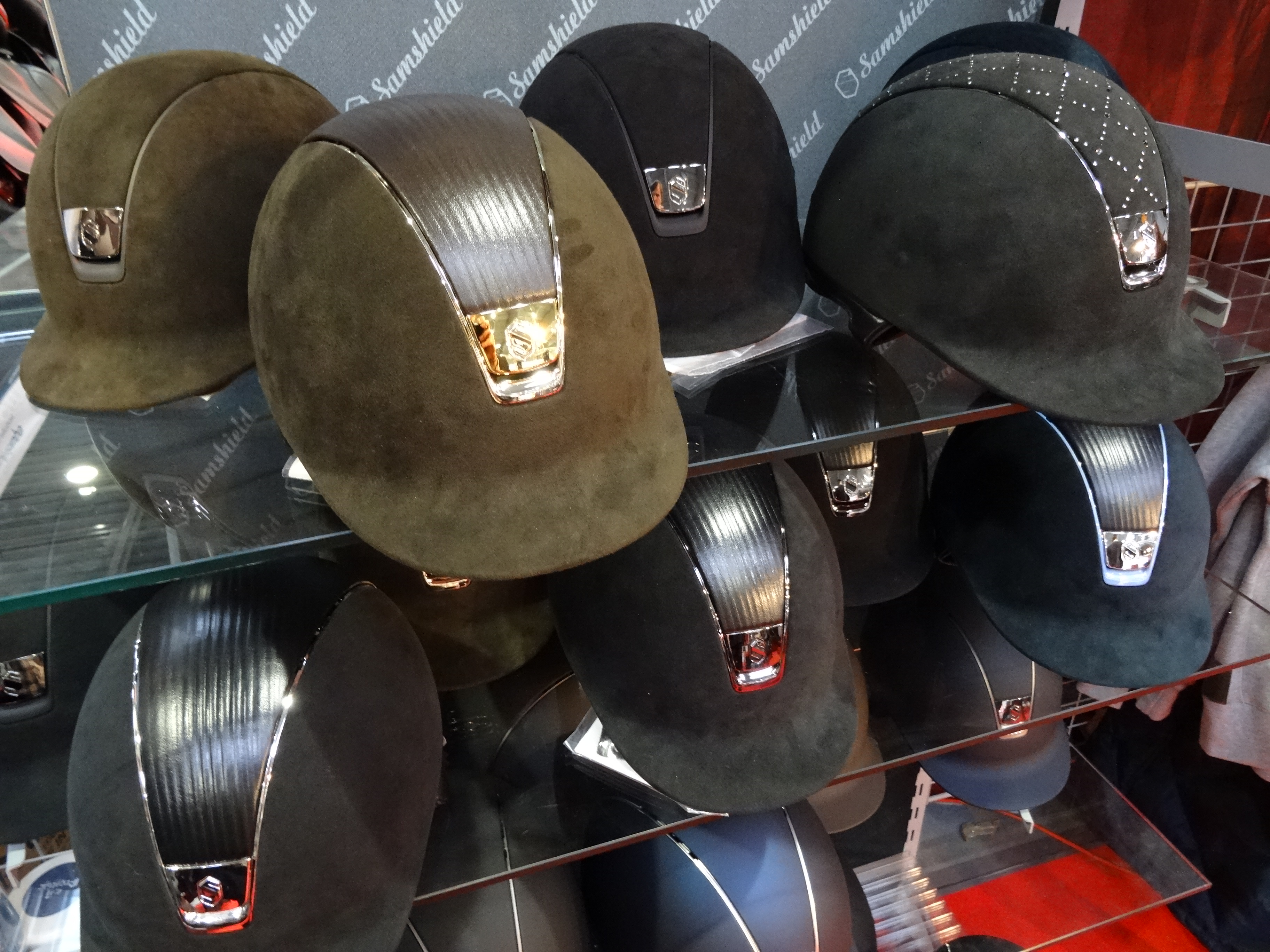
Bombes recouvertes de lignes brillantes.
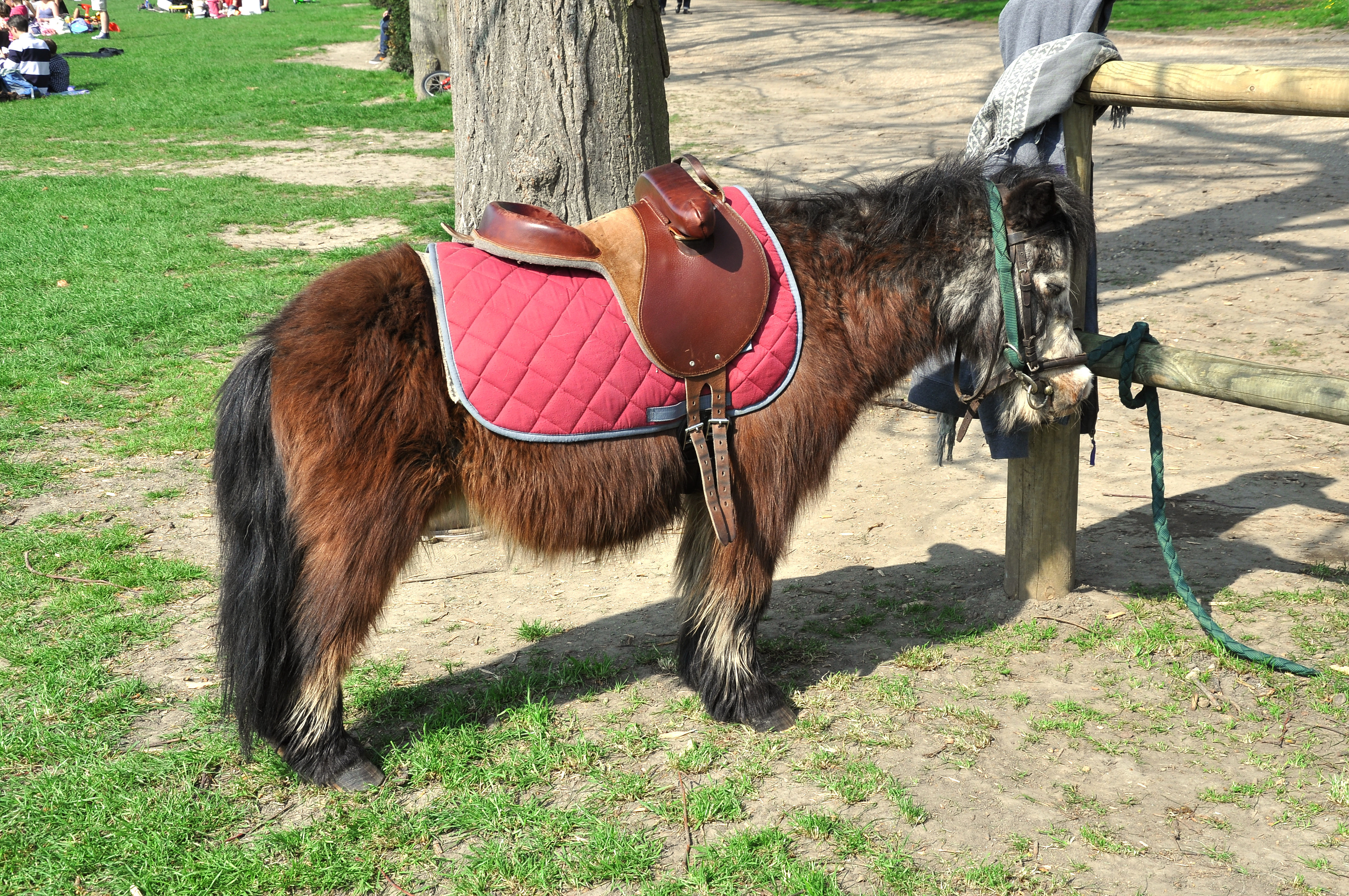
Tapis de selle rose saumon sur un poney à Versailles.
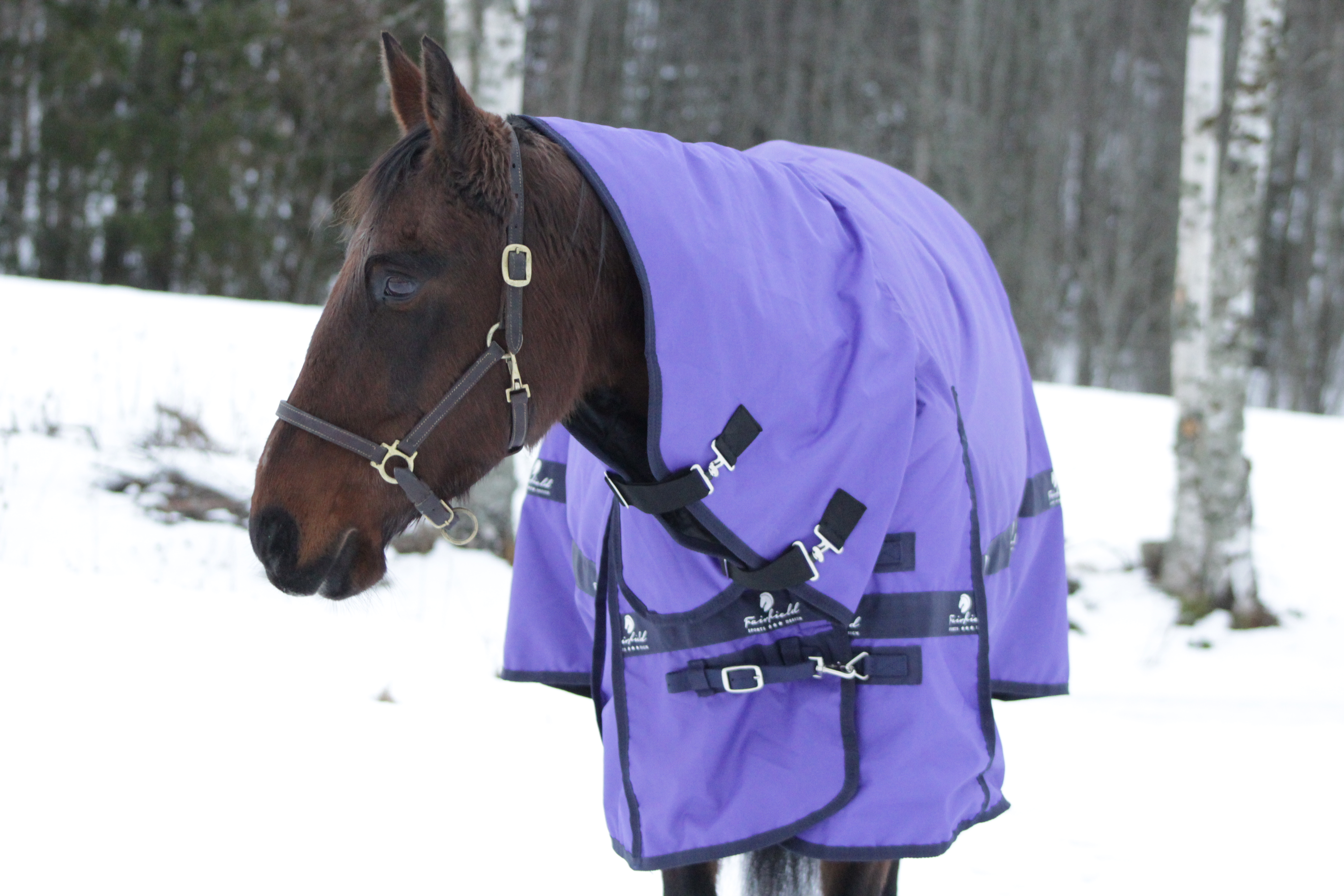
couverture de couleur vive.
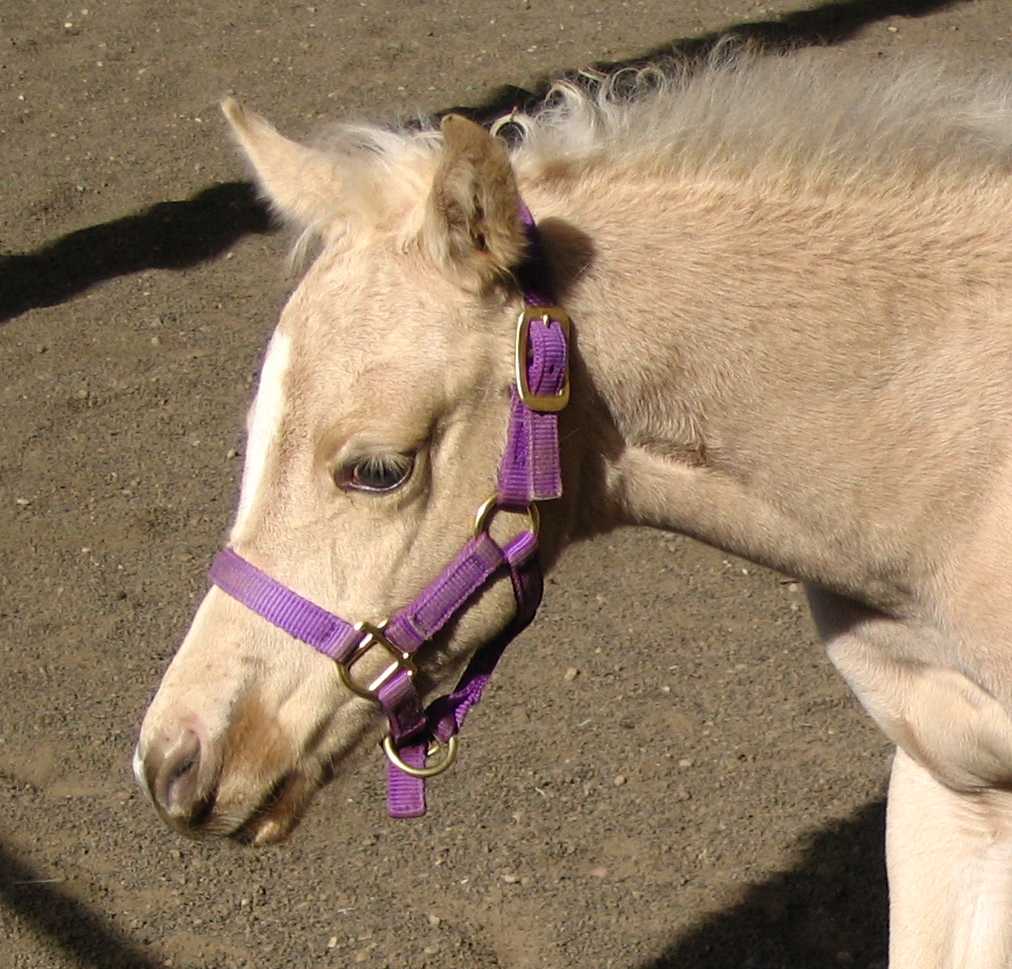
Licol mauve.

Comme le note la journaliste belge Soraya Ghali, la féminisation des pratiques équestres en occident s'accompagne d'une modification des couleurs du matériel, autrefois de teintes sombres et classiques (noir, marron, vert, bleu marine…), désormais disponible en rose, mauve, bleu, et même dans des teintes très voyantes telles que le vert fluo et le rose fuchsia.
Ces couleurs voyantes concernent tout le matériel équestre moderne des jeunes cavalières, particulièrement le tapis de selle, les boites de pansage, les culottes, les blousons, le frontal du filet (qui peut être recouvert de strass), le tapis amortisseur, les protège-boulets, les cloches, et même les bombes, qui peuvent être recouvertes de daim ou de lignes brillantes. Cette évolution est favorisée par les équipementiers, qui profitent du fait que les parents des cavalières dépensent dans ce type de matériel.

## Analyse sociologique

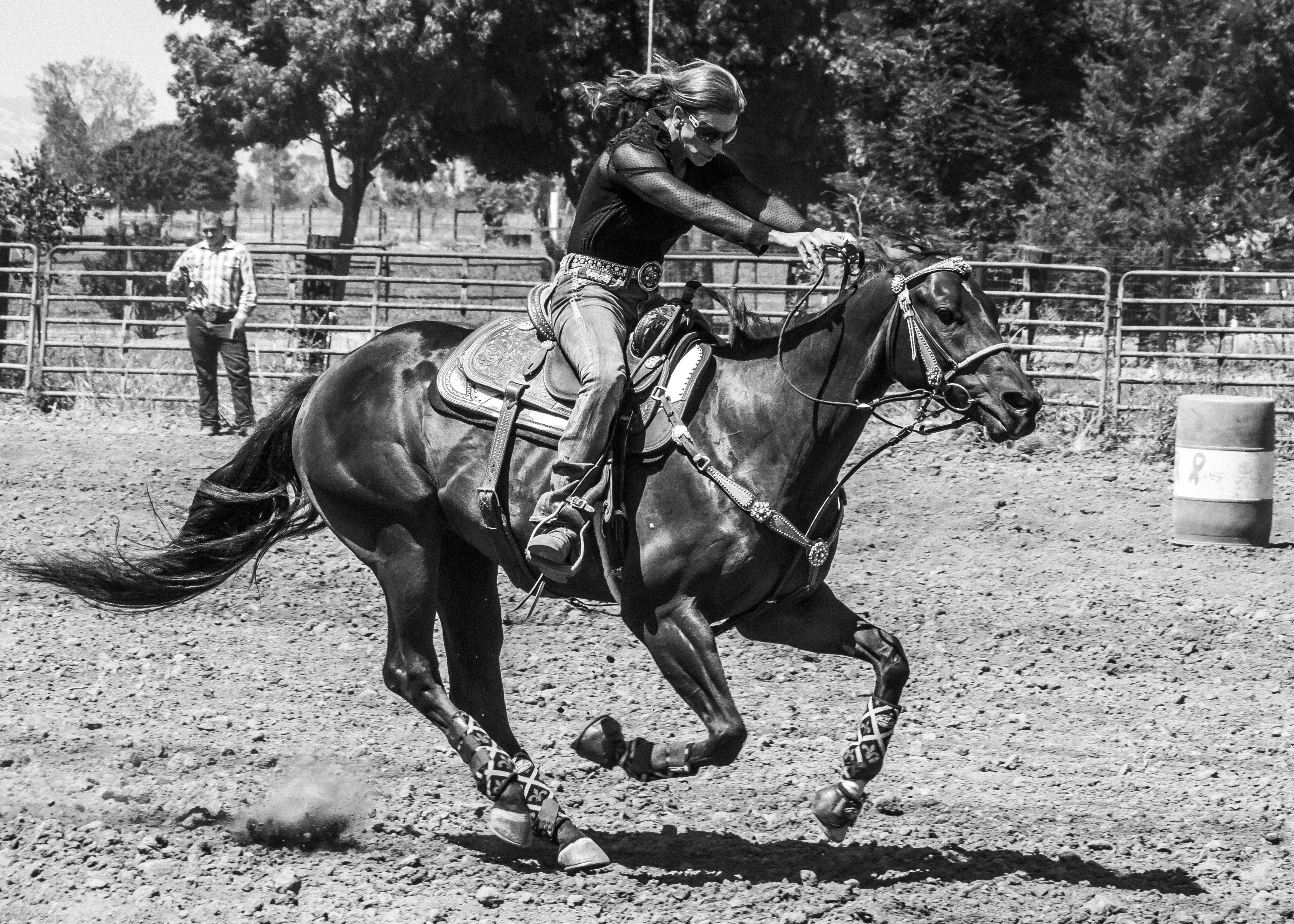
Cow-girl au galop.

Différents travaux attestent que les femmes cavalières aiment le cheval lui-même et recherchent une relation affective avec l'animal, tandis que les hommes cavaliers apprécient davantage l'équitation et la technique,. Catherine Tourre-Malen identifie ainsi deux profils genrés dans le domaine équestre occidental, un profil masculin utilitariste et un profil féminin non-utilitariste, qui tend à rapprocher le cheval de l'animal de compagnie. Toujours selon Tourre-Malen, l'équitation possède des caractéristiques intrinsèques qui la « prédisposent à la féminisation », notamment son côté élégant et la nécessité d'un travail sur le port du corps.

### Dans le monde occidental
Malgré la féminisation des pratiques équestres dans le monde occidental, une fracture importante demeure entre le milieu de la haute compétition, resté masculin, et celui de l'équitation de loisir, très largement féminin. Jean-Pierre Digard explique l'arrivée des femmes dans le milieu équestre par leur temps libre, l'insertion des femmes sur le marché du travail étant plus difficile que pour les hommes. Une fracture sociale perdure, les femmes issues des milieux occidentaux les plus pauvres n'ayant pas les moyens financiers pour monter à cheval. Cette féminisation des pratiques équestres ne peut s'expliquer uniquement par la perte des fonctions militaires et utilitaires du cheval. Une explication avancée par Catherine Topurre-Malen est l'association entre équitation et posture élégante, associée à la féminité. De plus, en France notamment, le cheval est l'animal préféré des petites filles.
Digard note que « statistiquement, le temps de participation féminine aux sports équestres est d'autant plus important que leur niveau de vie est plus élevé ». Il y ajoute la possibilité d'une revanche ou d'un challenge dans « la conquête d'un champ d'activité longtemps resté exclusivement masculin », que les femmes verraient comme « fondamentalement macho, voire misogyne ». Enfin, la « sensibilité animalitaire » des femmes entretient d'après lui un rapport d'« hippolâtrie » et une tendance au maternage des chevaux.
Catherine Tourre-Malen note que la féminisation de l’équitation, déjà bien visible, induit davantage de féminisation à venir, car les garçons abandonnent cette pratique pour se démarquer des filles. Elle envisage que l'équitation puisse devenir « un sport définitivement féminin ». Au Royaume-Uni, le désir de pratiquer l'équitation passe, pour un garçon, comme un aveu de féminité, comme le serait la pratique de la danse classique,. Il en est de même en Suède et dans tous les pays du Nord de l'Europe. Cependant, la perception d'expertise reste associée aux hommes. D'après Fanny Le Mancq, cette différence s'explique à la fois par une « distribution sexuée » du travail, et par la culture et le rapport au cheval, restés très masculins dans la compétition de haut niveau. Les femmes compétitrices sont fréquemment victimes de discriminations et d'un déni de leur talent, en particulier si elles concourent en amateur. Celles qui proviennent de familles de cavaliers souffrent d'un statut de « femme de » ou de « fille de », qui renforce leur dépendance envers des hommes.
Une tendance liée à cette féminisation de l'équitation réside dans la montée en puissance des questionnements relatifs à l'éthique et au bien-être du cheval : Catherine Tourre-Malen estime que « les femmes civiliseront, peut-être, le rapport au cheval au point de rendre odieuse l’idée de l’exploitation d’un animal aux seules fins du plaisir de celui qui le monte ».

### En Iran, en Arabie saoudite et dans le Maghreb

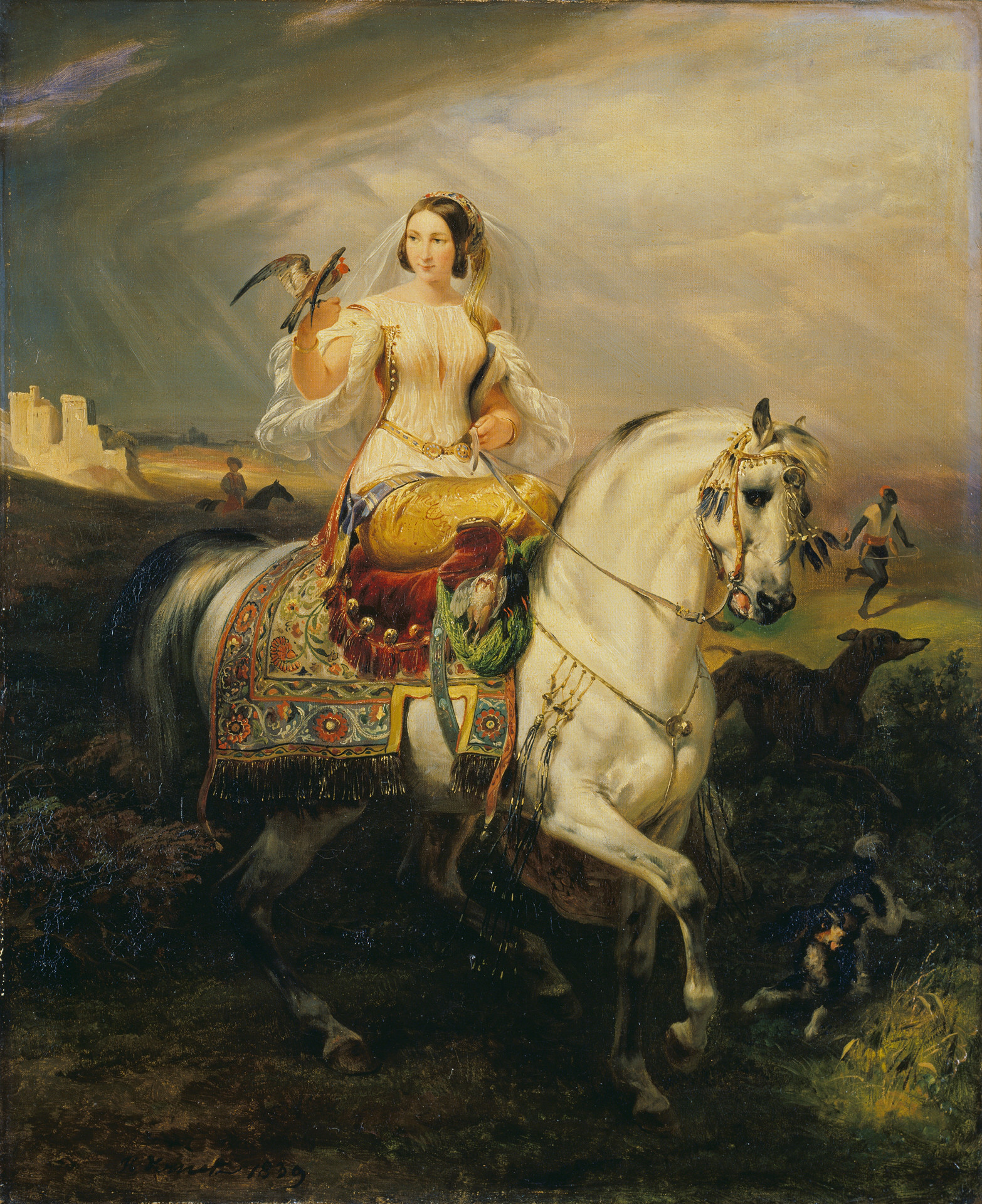
Algérienne durant une chasse au faucon, Horace Vernet, 1839.

D'après la professeure de sociologie Ladan Rahbari (université d'Amsterdam), la pratique de l'équitation en Iran est très largement masculine (de manière « hégémonique »), le contexte patriarcal et machiste impliquant que la présence de femmes soit fortement déconseillée dans les établissements sportifs. L'équitation est peu soutenue depuis la révolution islamique de 1979 ; néanmoins, quelques femmes pratiquent l'équitation de loisir à Téhéran, pratique onéreuse, et donc uniquement accessible aux classes sociales aisées. Les clubs d'équitation dédiés aux loisirs accueillent, de façon rare pour un sport en Iran, des hommes et les femmes dans les mêmes espaces. Il est cependant obligatoire pour les femmes de se couvrir la tête.
En Arabie saoudite, une croyance tenace veut que les femmes qui pratiquent l'équitation puissent perdre leur virginité, ce qui a donné naissance à une conviction selon laquelle les femmes ne devraient jamais monter à cheval.
D'après l'ethnologue et anthropologue Béatrice Lecestre-Rollier (Université Paris-Descartes), dans le Haut Atlas, les femmes « peuvent suivre à pied la mule montée par un homme ; elles peuvent monter derrière un homme ; si elles sont âgées, malades ou enceintes, elles peuvent éventuellement être à dos de mule, leur fils ou époux conduisant celle-ci à pied. Mais il est exceptionnel de croiser une femme seule en selle, fière cavalière ». De même, la présence d'une cavalière montant à cheval seule dans les rues de Tizi Ouzou est considérée comme un phénomène « très inhabituel » en Algérie en 2020.

### Parmi les peuples cavaliers

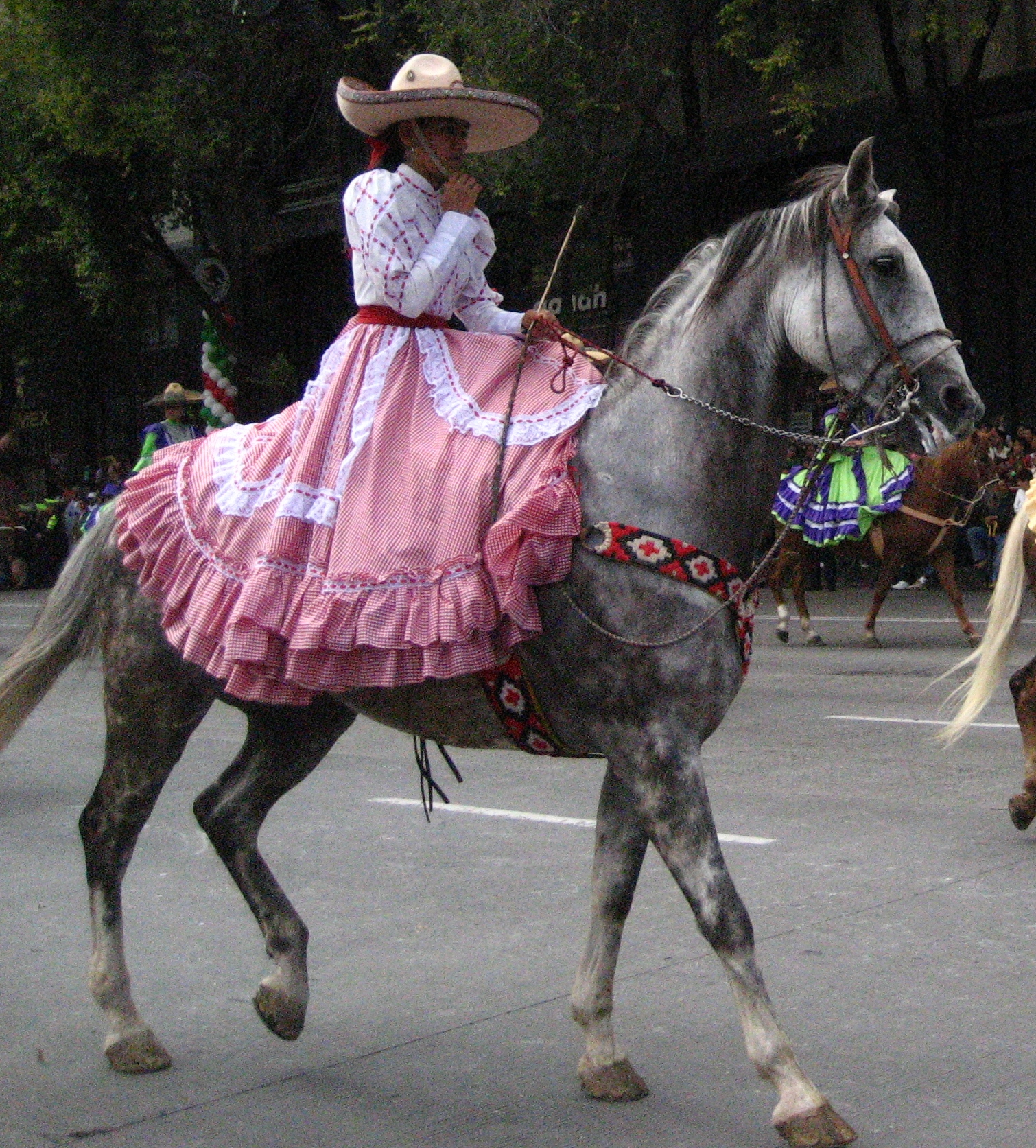
Charra, cavalière mexicaine.

Les pays et régions dans lesquels domine une société pastorale — par exemple, la Iakoutie — ne connaissent pas de féminisation de l'équitation, ou alors celle-ci est beaucoup moins marquée que dans les pays occidentaux. Les images fortes des gauchos argentins et des cow-boys américains, servies par une importante production de films de western, témoignent d'un statut (presque) exclusivement masculin accordé au cheval dans ces régions du monde.

#### Croyances africaines associant femmes et chevaux

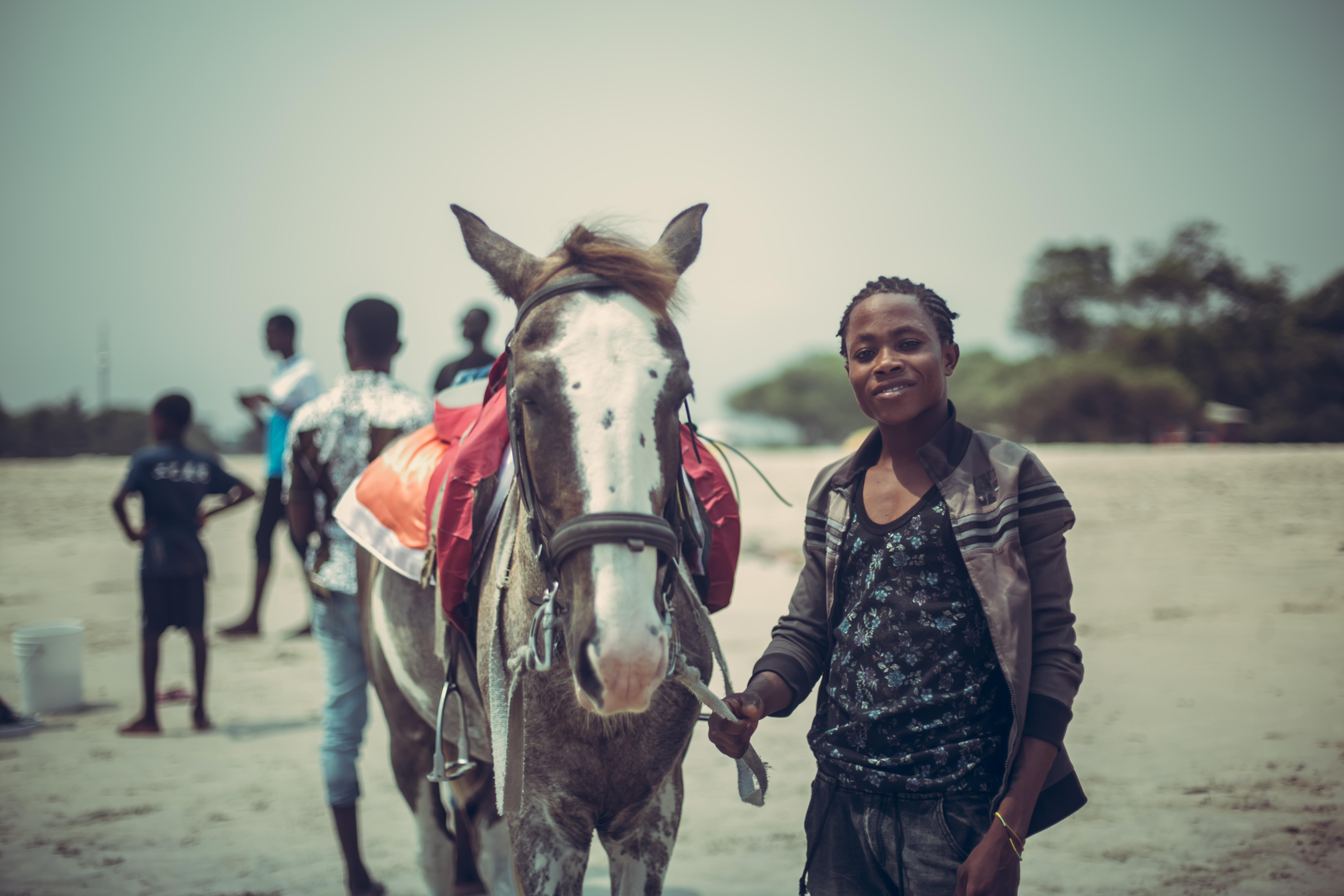
Cavalière ghanéenne avec son cheval.

Diverses croyances sont associées aux femmes africaines qui côtoient des chevaux. D'après le conteur malien Amadou Hampâté Bâ, un cheval souffrant de coliques graves peut guérir s'il est enjambé par une femme fidèle à son mari. La « femme-cheval », qui nourrit ces animaux chez les Abisi du Nigeria (1979), a la réputation de pouvoir influencer le cheval en lui demandant de désobéir à son cavalier masculin ; ce pouvoir est reconnu des hommes Abisi qui déclarent éviter toute dispute avec la femme-cheval avant de monter leur cheval. En Guinée, le cheval est essentiellement un symbole de pouvoir, cité dans les contes populaires où souvent, il est protecteur pour les filles. Dans le conte nord-guinéen « La fille qui veut soigner son père », le cheval de celui-ci, nommé Fanta, est doué de parole et lui prodigue des conseils qui lui permettent de récupérer un remède pour son père, en se déguisant en homme. Le conte du pays badiaranké recueilli par Teli Boumbali, intitulé Une fille et son mari serpent, met en scène un petit cheval doué de parole et de métamorphose, Ngololobaabasara, qui conseille une femme pour lui permettre de réaliser ce que les hommes seuls habituellement savent faire.

#### Populations nomades d'Asie centrale
Les populations nomades de l'Iran ont vraisemblablement toujours pratiqué une équitation de transport mixte, utilisant les chevaux pour leurs migrations annuelles, impliquant que les femmes chevauchent tout comme les hommes à ces occasions. En revanche, la pratique de la chasse semble plus fréquente chez les hommes Qashqai que chez les femmes. Les femmes nomades Turkmènes et Qashqai sont aussi chargées de la gestion des soins à apporter aux chevaux.
Chez les Turkmènes, la pratique des courses de chevaux est une activité essentiellement masculine, la participation féminine étant très encadrée et limitée à un rôle essentiellement cérémoniel ; cependant, des efforts sont entrepris pour perpétuer ce rôle cérémoniel dévolu aux cavalières.
D'après la sociologue Veronika Velt (2001), dans la société patriarcale kalmouke, les chevaux sont surtout montés par les hommes, les femmes ayant des restrictions. Elles ne peuvent pas seller leur cheval ni monter et descendre de selle seules, ces taches étant dévolues à un homme. La réalisation d'objets à partir des crins et tendons du cheval est en revanche réservée aux femmes, les femmes expertes dans la confection de lassos à partir de crins étant très estimées.

#### Iakoutes de Sibérie

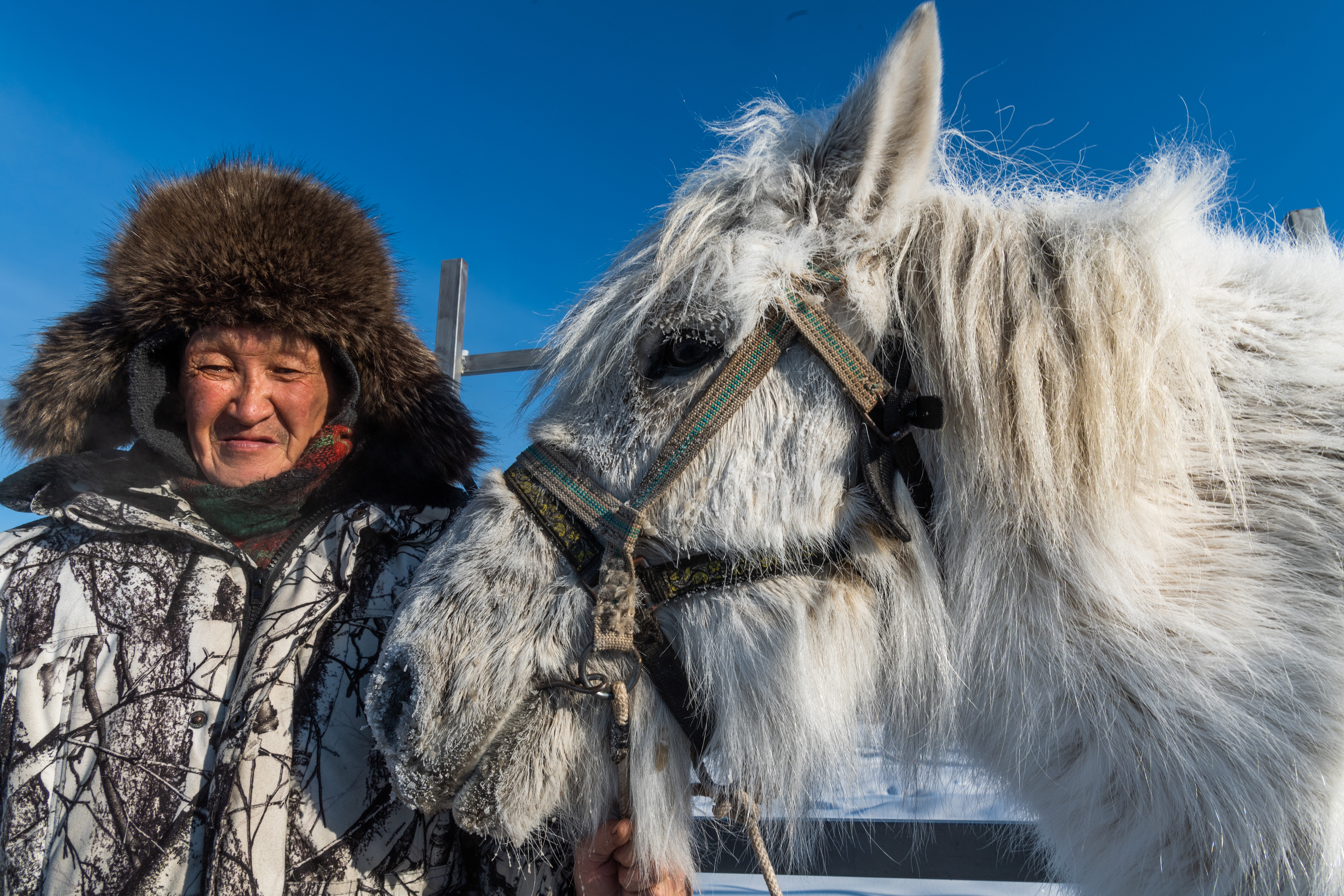
Cavalier à Oïmiakon.

D'après la sociologue Émilie Maj, en Iakoutie, les femmes, associées à la maison, ne sont en contact avec les chevaux que pour la période de traite, et s'occupent éventuellement des poulains orphelins. Par ailleurs, l'esprit protecteur des chevaux, D’öḥögöj, est aussi celui des hommes, mais pas celui des femmes. Durant la fête de l’Yḥyah, le chamane demande à D’öḥögöj de faire naître de nouveaux poulains. Lors du rite du džalyn « passion », l'esprit donne du désir sexuel aux femmes, qui se jettent sur le chamane « comme des juments en furie sur un étalon », en poussant des hennissements à l'unisson avec le chamane.

#### Gauchos d'Amérique du Sud
Les Gauchos forment une culture équestre spécifique en Amérique du Sud, très masculine, glorifiant les valeurs d'honneur, de liberté, de droiture, de bravoure et de masculinité. L'historien de l'Amérique latine John Charles Chasteen (en) témoigne ainsi (en 1995) que les gauchos Guaranis ne comptent aucune femme.
Dans la société brésilienne, les Gauchos sont présentés comme des cavaliers virils et les femmes comme des êtres fragiles devant rester au foyer. Les femmes sont cependant autorisées à participer aux compétitions de rodéo brésiliennes depuis les années 2000, mais cette autorisation de participer s'accompagne d'agissements visant à les garder « dans les limites de la féminité normative ».

#### Manadiers de Camargue (France)

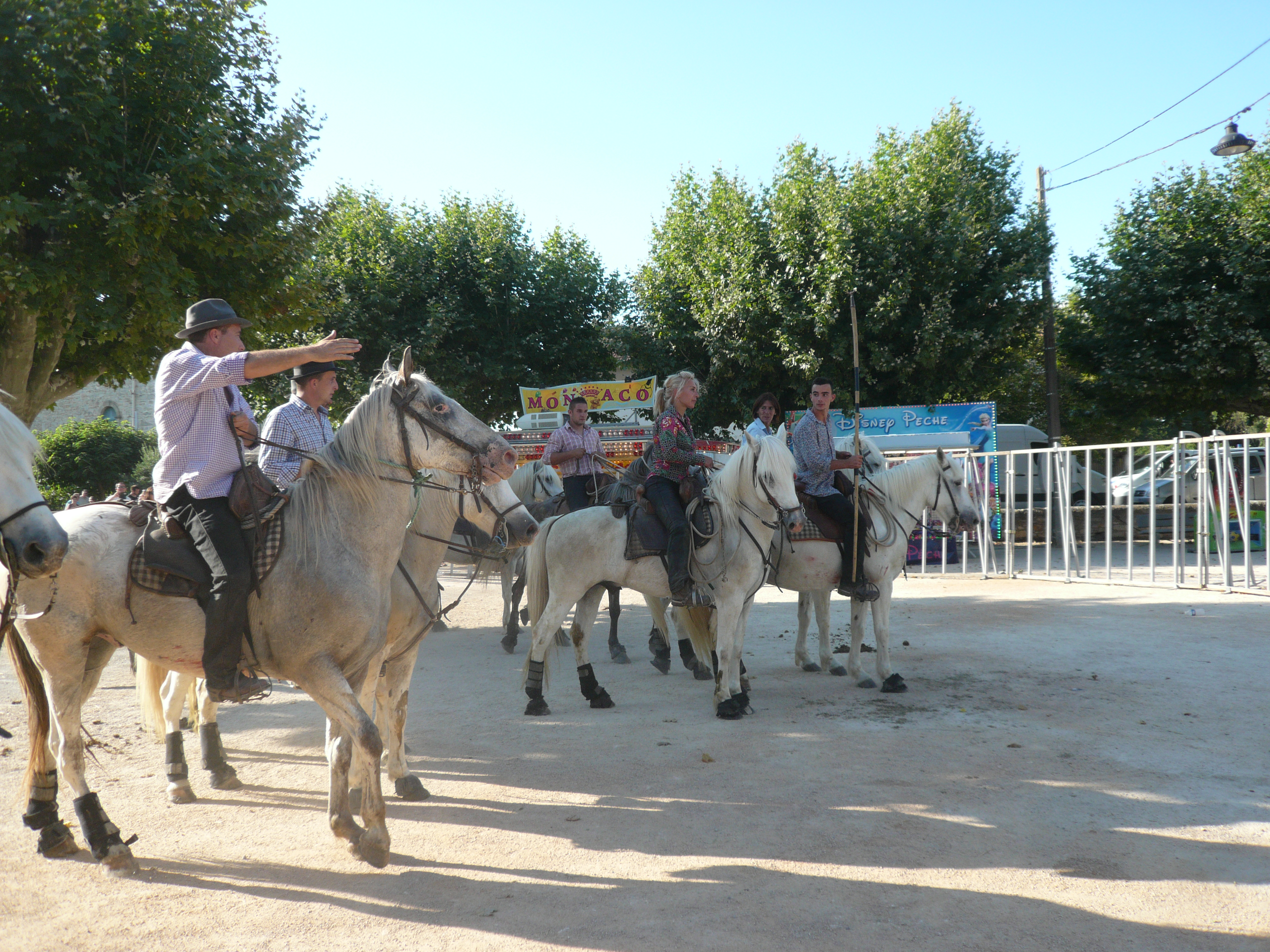
Manadière en Camargue (au milieu, second plan).

La sociologue Sophie Vignon a étudié la place des femmes arrivées à partir des années 1980 dans les manades de Camargue, un environnement traditionnellement masculin,. Ces femmes, qui ont souvent préféré les activités perçues comme typiquement masculines durant leur enfance, ont hérité de manades ou bien sont devenues manadières grâce à leur conjoint, et à un sport masculin ou similaire,. Elles adoptent les codes des hommes dans le cadre de leur travail et rejettent les femmes « fragiles », tout en tentant de conserver leur féminité,.

#### Sumbanais d'Indonésie
Sur l'île indonésienne de Sumba (en 2018), en général, les hommes et les enfants fournissent la nourriture aux chevaux, tandis que les femmes leur fournissent l'eau. Le cheval est culturellement associé aux hommes, devenant, selon les chercheurs indonésiens Melkianus D. S. Randu (département de l'élevage de l'École polytechnique agricole de la Principauté de Kupang) et B. Hartono (Faculté d'élevage de l'Université de Brawijaya à Malang), un symbole de masculinité responsable. Les femmes ne gèrent l'élevage de ces animaux que lorsqu'elles reprennent les affaires familiales, ou si leur mari décède.

### Compétitions

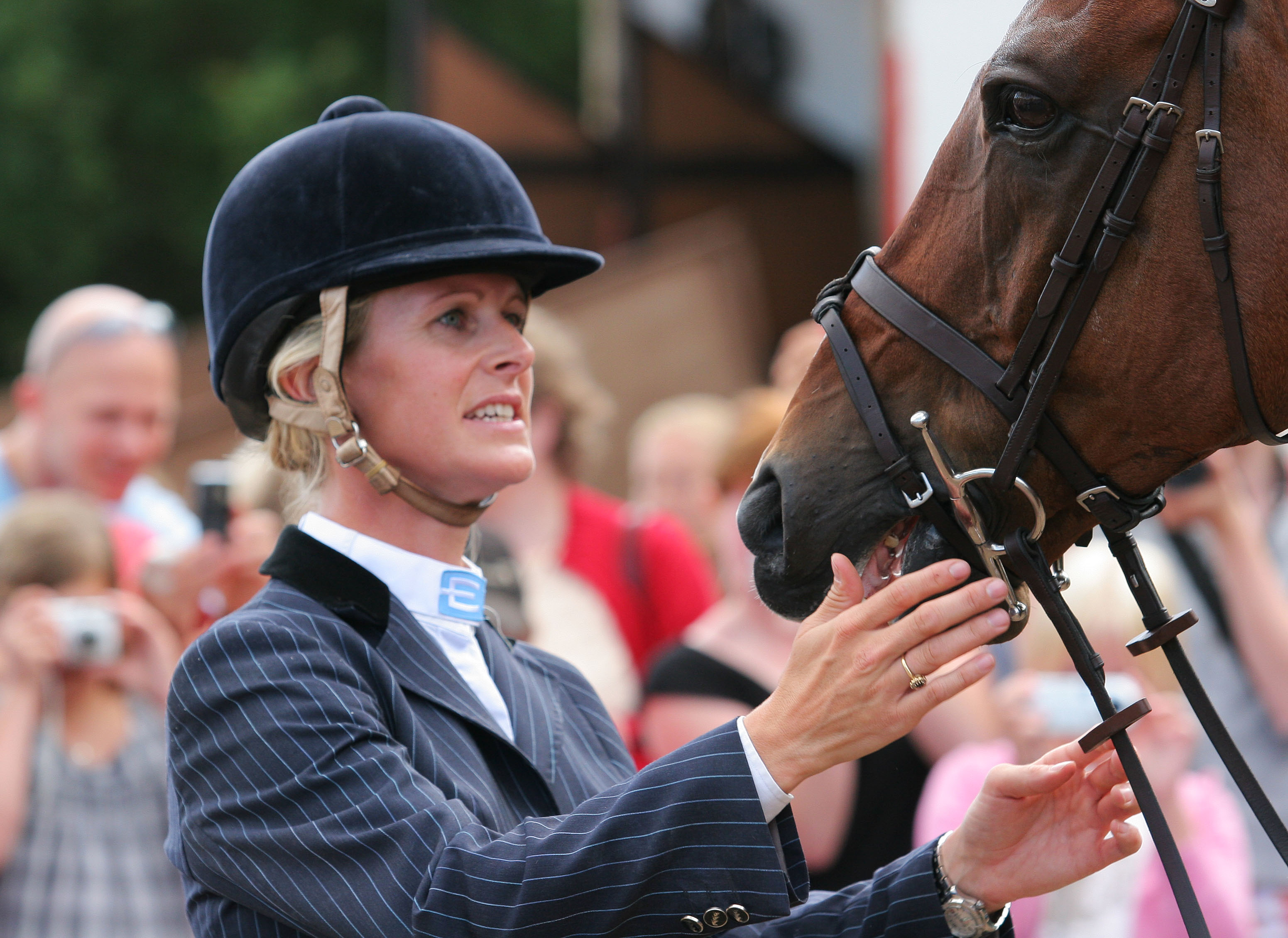
Piia Pantsu, cavalière finlandaise, et sa monture.

Tant en France qu'au Royaume-Uni, le nombre de cavalières est globalement supérieur au nombre de cavaliers, mais les hommes sont sur-représentés dans les plus hauts niveaux de compétition.
L'instrumentalisation du cheval étant l'une des bases de l'équitation sportive, d'après Tourre-Malen ainsi que d'après la sociologue française Fanny Le Manq, la construction d'une carrière avec des chevaux induit une modification des rapports entretenus avec l'animal, défavorable aux femmes, notamment en raison de l'exacerbation des situations d'affrontement. Aux débuts de la pratique équestre, la relation affective tient une place importante, l'animal étant systématiquement désigné par son nom. Une instrumentalisation du cheval, vu comme un « outil de performance », accompagne la progression dans les compétitions. Cela se traduit entre autres par une modification du champ lexical, qui entraîne une réification. Ce champ lexical se rapproche de celui des sports mécaniques au plus haut niveau de compétition, avec des expressions du type « boutons programmés », « manque de puissance », ou encore « passe comme un vrai 4x4 ». Les soins et la relation affective sont minimisés, au profit du travail et de la recherche de performances,. Si l'évolution dans les rapports entretenus avec le cheval est la même pour les deux sexes, Fanny Le Mancq note que les femmes se désintéressent des compétitions de haut niveau en raison de cette modification du rapport à l'animal, ce qui explique la réduction du nombre de femmes en parallèle de l'augmentation des niveaux de compétition.
L'accès aux chevaux performants devient de plus en plus difficile à haut niveau, car ces cavaliers ne sont généralement pas propriétaires de leur monture, mais se la font confier, et en montent plusieurs. La construction d'une relation affective avec l'animal devient difficile, car le couple cavalier-cheval est susceptible d'être séparé à tout moment. Fanny Le Mancq ajoute que la distinction entre professionnels et amateurs des sports équestres s'effectue au détriment de ces derniers, dévalorisés « parce qu'ils montent pour leur plaisir ». Les cavalières amateur doivent surmonter un « double handicap » pour faire reconnaître leurs compétences, le milieu de la compétition équestre étant construit par et pour les hommes, avec une féminisation tardive et incomplète. Plusieurs femmes témoignent de difficultés à s'affirmer dans les compétitions professionnelles et de la sensation de ne pas être à leur place, ces compétitions étant fréquentées par une majorité d'hommes pour qui l'équitation et la relation avec les chevaux constituent un « business ». Pour la sociologue du sport Vèrène Chevalier, un effet « plafond de verre », commun avec d'autres sports, bloque les femmes dans l'accession au plus haut niveau de compétition, car leurs possibilités d'accès ne sont pas égales, ni matériellement ni symboliquement : elle cite en exemple le fait que les marchands de chevaux et propriétaires d'animaux de compétition très performants soient « empreints de stéréotypes sexués », qui les dissuadent de vendre ou de confier un excellent cheval à une femme.
Tourre Malen et Kirrilly Thompson, vice-présidente de la Société du cheval d'Australie-Méridionale, estiment que les carrières des cavalières de haut niveau sont freinées par les obligations familiales (s'occuper des enfants, etc.), obligations qui restent réparties selon des stéréotypes de genre, et sont peu compatibles avec le cumul des fonctions d'entraînement, de marchandage et de commerce des chevaux.

#### De sports équestres

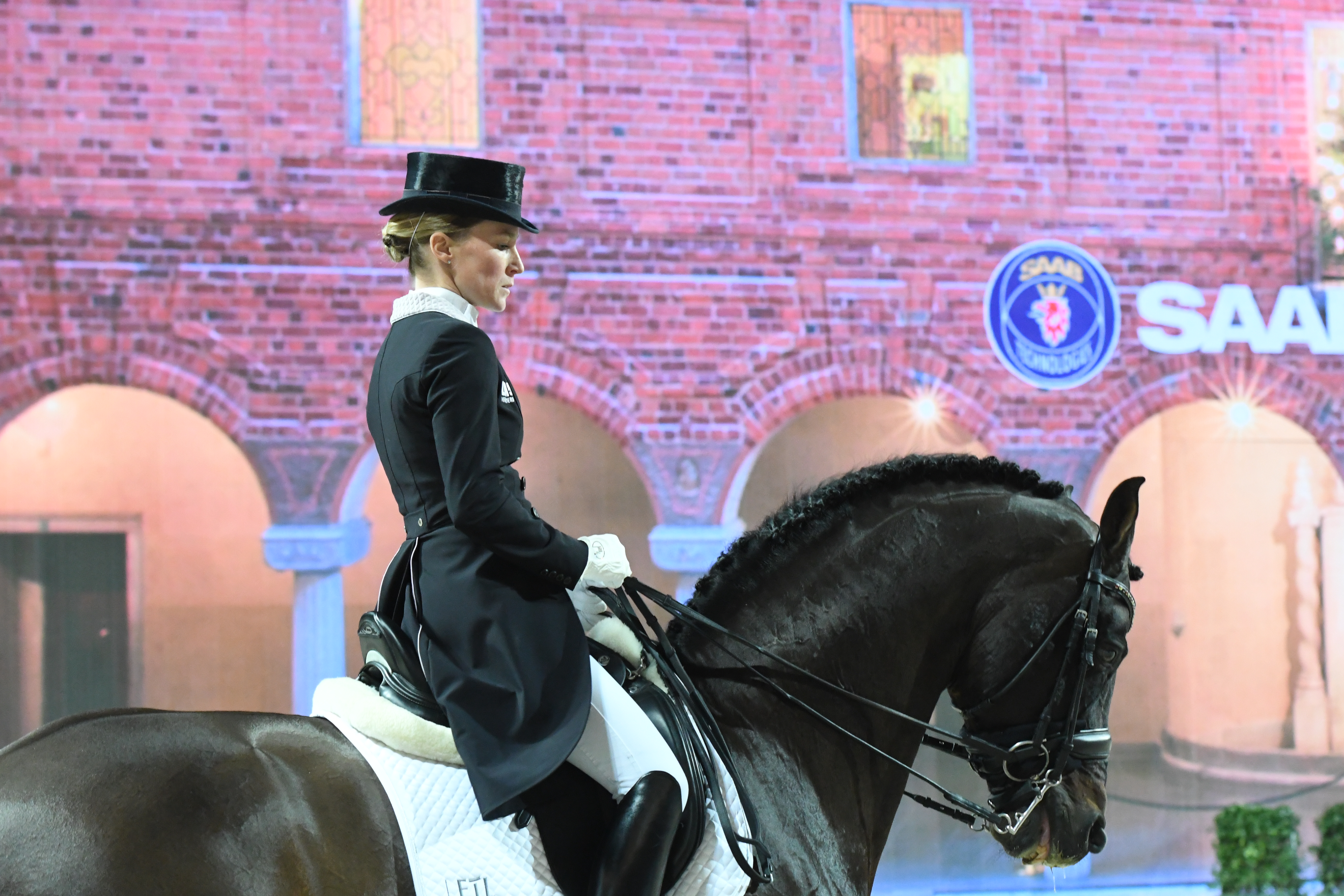
La cavalière de dressage allemande Helen Langehanenberg, en 2018.

Les compétitions de saut d'obstacles restent à dominante masculine à haut niveau, alors que les compétitions de dressage sont majoritairement féminines, même à haut niveau. L'enquête de Tourre-Malen montre que les femmes préfèrent globalement le dressage, vu comme un sport plus féminin. Elle analyse la raréfaction des femmes en saut d'obstacles comme un phénomène découlant de la logique de marché propre à ce milieu compétitif, ce qui « l'écarte de la stricte dimension sportive et renforce son image masculine », ajoutant que le milieu du saut d'obstacles reste dominé par la figure de l'« homme de cheval » et qu'une discrimination sexuelle active y a eu cours jusque dans les années 1990.
D'après Tourre-Malen, il existe une attente sociale des spectateurs en matière de grâce et de féminité pendant les compétitions de saut d'obstacles, les femmes considérées comme trop peu gracieuses en selle étant « charriées ». Par ailleurs, la cavalière française de saut d'obstacles Pénélope Leprévost estime que « même à très haut niveau, les femmes gardent une relation plus tendre avec leur cheval ».
En Chine, la pratique féminine de la voltige en cercle (une discipline associant équitation et gymnastique) se développe.

#### De sports hippiques
La féminisation du sport hippique est plus tardive que celle du sport équestre, devenant sensible à la fin du XXe siècle en Suède et au Royaume-Uni. Au Japon, les femmes jockey sont rarissimes, seules six femmes ayant obtenu leur licence de jockey depuis 1996. La première course de galop de groupe I remportée par une femme en France le fut en octobre 2020 ; Coralie Pacaut, la Cravache d'or féminine 2019, estime que le milieu des courses en France « reste machiste » malgré une présence féminine de plus en plus visible.

## Analyse médicale

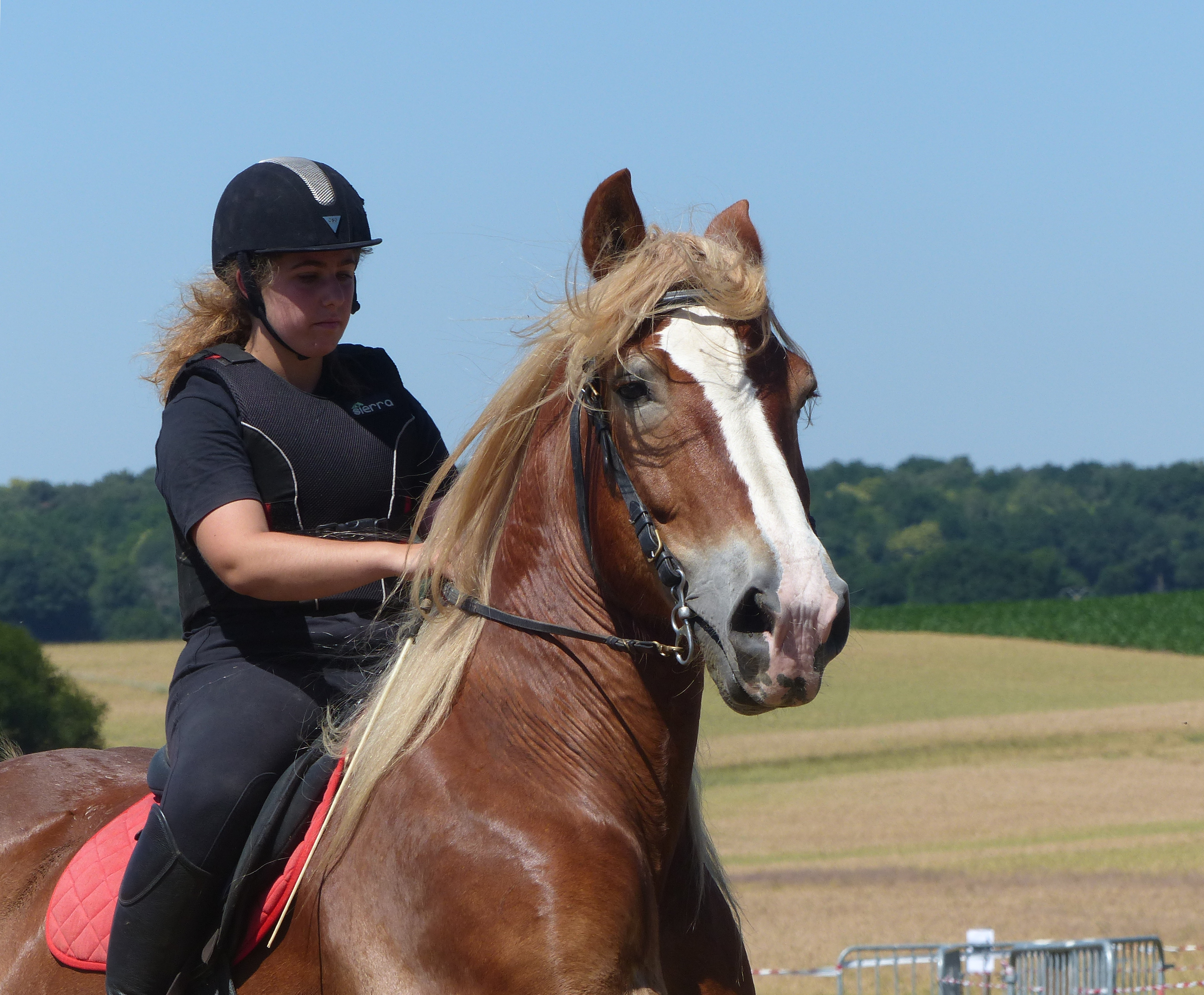
Cavalière bretonne à La Chapelle-Gaceline, en 2017.

Au début du XXe siècle, la pratique féminine de l'équitation et du cyclisme était assimilée, par certains médecins, à une forme de masturbation ; plus rarement, des médecins de l'époque évoquent au contraire une possibilité de détourner les femmes de la masturbation par l'équitation ou le vélo. Ces pratiques sont alors soupçonnées de léser la sexualité féminine.
Depuis, d'autres études médicales plus sérieuses ont porté sur les conséquences d'une pratique équestre régulière sur la santé des femmes. Aucune association statistique n'a été trouvée entre pratique équestre régulière et dysfonction sexuelle, que ce soit chez les femmes ou chez les hommes.
D'après une recension de la littérature scientifique effectuée en 2017, l'équitation peut, sur le long terme, prédisposer les femmes à l'incontinence urinaire à l'effort, vraisemblablement en raison de l'impact sur les muscles du plancher pelvien lors des transitions d'allures.
En 1980, une étude a porté sur la panniculite de quatre cavalières, attribuable à la fois à l'exposition au froid et à leurs activités équestres : ces lésions sont causées, en partie, par le port de pantalons de cycliste bien ajustés et mal isolés, ralentissant le flux sanguin à travers la peau et réduisant ainsi la température des tissus.
En 2015, trois chercheurs sud-coréens étudient les effets de l'équitation sur l'obésité féminine, en comparant deux groupes de femmes obèses, dont un monte à cheval trois fois par semaine pendant 8 semaines, et l'autre marche à pieds sur la même durée de temps. Ils en concluent que l'équitation entraîne davantage de réduction de l'indice de masse corporelle que la marche à pieds.

## Symbolique et psychanalyse

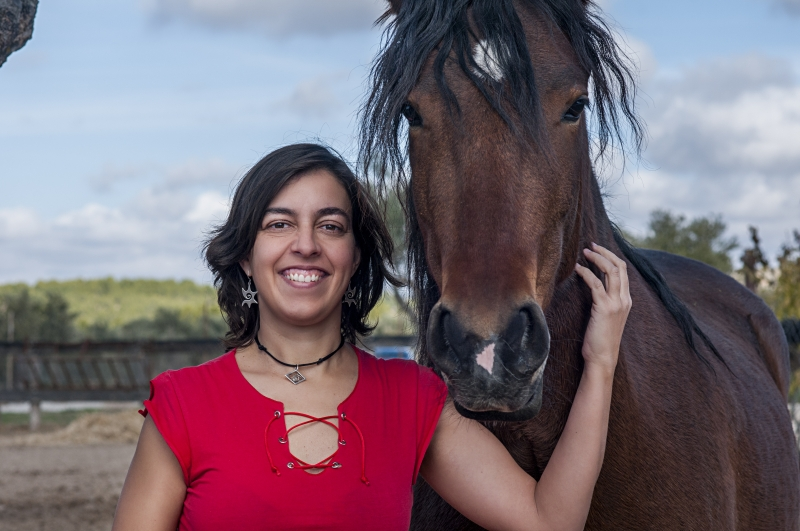
Jeune femme avec un cheval bai.

La symbolique chrétienne autour de la licorne, animal légendaire assimilé à un équidé, met en scène la tradition de la jeune fille vierge, « charmeuse et protectrice de l'indomptable bête », qui de par sa pureté et sa virginité ne peut qu'être assimilée à la vierge Marie, mère de Jésus.
D'après Digard, la symbolique du cheval est généralement celle d'un animal masculin et puissant. Les premiers psychanalystes ne s'accordent cependant pas sur la dimension symbolique du cheval. Sigmund Freud attribue à l'apprivoisement de l'étalon une résolution du complexe de castration primaire, associant le cheval au phallus réapproprié, ce qui permet à la petite fille d'être plus féminine, douce et aimante, en comblant son manque de phallus. Il interprète le cas du petit Hans par l'assimilation du cheval au père ou au grand-père castrateur,.
À l'inverse, Carl Gustav Jung voit dans le cheval l'un des archétypes de la mère, parce qu'il porte son cavalier tout comme la mère porte son enfant, « offre un contact doux et rythmique, et valorise son cavalier ». Dans Psychanalyse des contes de fées, Bruno Bettelheim explique l'attirance de nombreuses petites filles pour des chevaux-jouets qu'elles coiffent ou habillent, et plus tard la continuité de cette attirance à travers la pratique de l’équitation et des soins aux chevaux, par le besoin de compenser des désirs affectifs : « en contrôlant un animal aussi grand et puissant que le cheval, la jeune fille a le sentiment de contrôler l'animalité ou la part masculine qui est en elle ».
Dans Le Singe nu, le zoologiste britannique Desmond Morris explique l'attirance des filles et des femmes pour l'équitation par l'érotisme, notant que le cheval est trois fois plus populaire chez les filles que chez les garçons. Il l'explique par l’association symbolique du cheval à un élément mâle, car puissant, musclé et dominateur ; il note que les mouvements effectués par la cavalière à califourchon sont rythmés, jambes écartées en contact étroit avec le corps de l'animal, ils s'apparentent donc selon lui à un acte sexuel.
Au début du XXe siècle, la masculinité est associée à une pratique équestre régulière. Cela explique en partie l'interdiction longtemps faite aux femmes occidentales de monter à califourchon comme les hommes. Certains poètes, tels que F. G. Lorca, utilisent le mot « pouliche » pour désigner une jeune femme fougueuse. La féminisation de l'équitation s'est accompagnée d'une modification de la perception symbolique du cheval.

## Représentations culturelles

Couverture de titre de presse équestre britannique.

Depuis les premières œuvres de littérature d'enfance et de jeunesse publiées au milieu du XIXe siècle, la relation affective entre enfants ou adolescents, et poneys ou chevaux, en est la représentation privilégiée, souvent sous l'impulsion d'auteurs urbains qui aiment les chevaux mais n'ont pas la possibilité d'en côtoyer régulièrement. Cette production culturelle nourrit l'imaginaire et les rêves d'enfance, tout en familiarisant les petites filles avec le cheval et la présence féminine dans le monde équestre.

### Littérature

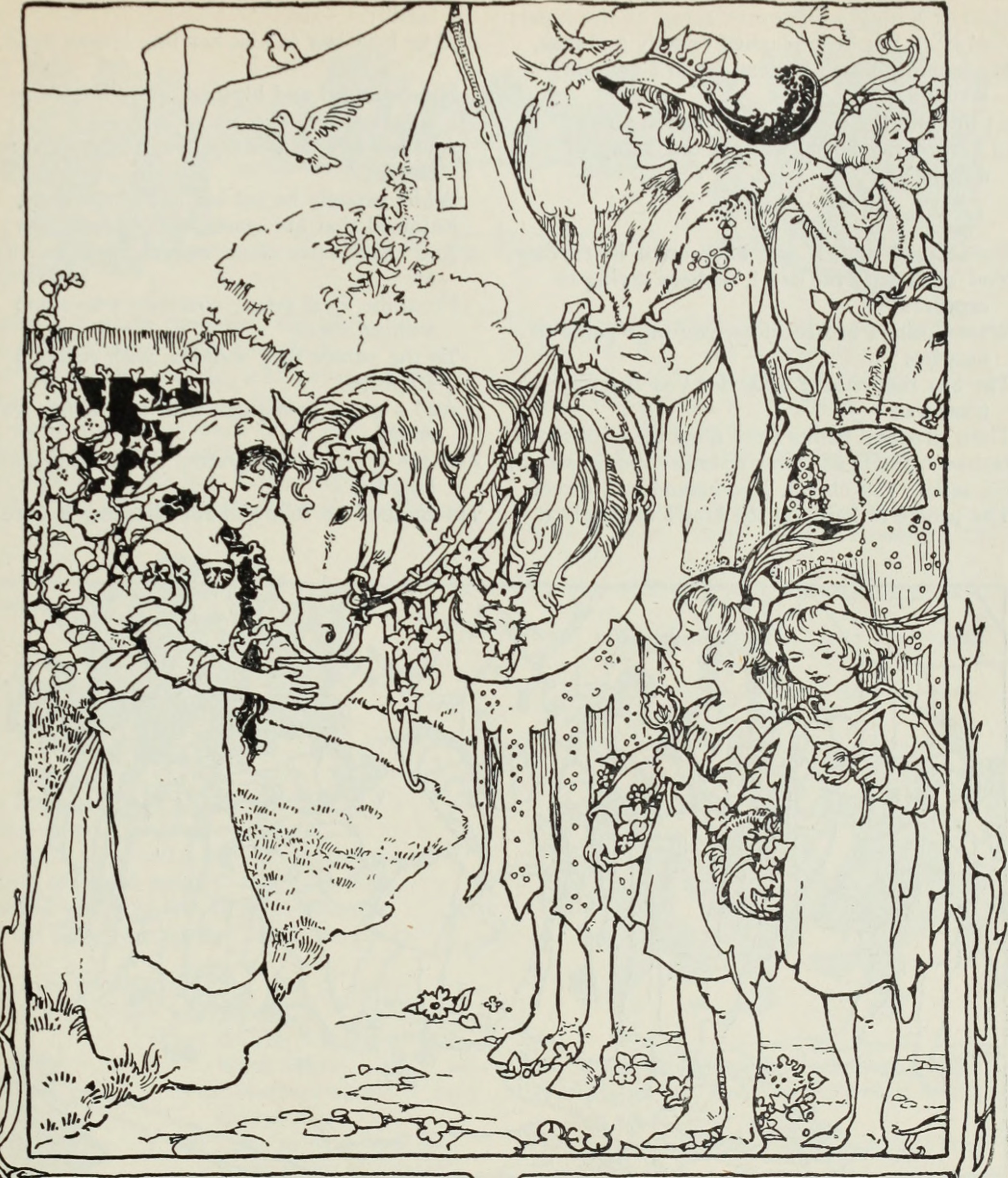
Illustration dans The Bookshelf for boys and girls Children's Book of Fact and Fancy, 1912.

Le cheval est omniprésent dans la littérature d'enfance et de jeunesse des pays occidentaux, avec une rupture du modèle du cavalier masculin à partir des années 1980, et une explosion de la production littéraire équestre à destination des filles depuis les années 2000. Les ouvrages les plus anciens, tels que L'Étalon noir et Mon amie Flicka, avaient à l'origine un personnage principal masculin (jusque dans les années 1990, environ), mais les nouvelles œuvres et les adaptations les plus récentes des grands classiques équestres tendent à les remplacer par un personnage principal féminin,,. Des œuvres littéraires pour adultes existent, mais elles sont très minoritaires.
Les premiers romans anglophones avec un personnage principal féminin sont datés des années 1910 et 1920, aux États-Unis ; à l'exemple de The Ranch Girls, ils mettent en scène des aventurières héroïques combattant des bandits. Une femme Blackfeet cavalière bien réelle a inspiré le roman de J. W. Schultz Running Eagle, The Warrior Girl (1919). Ces ouvrages sont souvent écrits par des femmes anglophones qui utilisent des noms de plume et accordent une certaine importance aux relations affectives entre les personnages. Ellen Singleton note une évolution du caractère des personnages, rejoignant les stéréotypes de genre : elle cite en exemple les romans de Franck G. Patchin, dont le personnage principal féminin, aventureux, demande à un homme l'autorisation de sortir dans le désert avec un cheval fougueux. Une image récurrente dans ces romans est celle d'une jeune fille faible associée à un cheval fort et puissant, dont elle peut obtenir ce qu'elle veut.
Les pony books (« livres de poneys ») anglo-saxons sont conçus comme des livres pour jeunes filles à collectionner,.
Dans les fictions pour adolescentes, les personnages principaux sont toujours dépeints comme blancs, souvent issus de la classe moyenne supérieure, ce qui leur assure des revenus financiers suffisants pour monter à cheval. Une particularité notable des romans équestres pour filles édités aux États-Unis ou au Canada est d'avoir pour cadre l'« Ouest sauvage ». La participation à des compétitions équestres fournit la majorité des scènes d'action.
À partir des années 1990, ces romans, notamment ceux de la collection Grand Galop, série de 95 tomes (en 2010) mettant en scène trois filles de 12 ans, sont traduits en français, peu d'auteurs francophones écrivant en ce domaine,. Grand Galop devient la série préférée des jeunes lectrices françaises à la fin des années 2000, avec plus de 600 000 exemplaires vendus en 18 ans.
Ces romans mettent généralement en scène des filles et femmes empathiques, attentives aux soins, avec un focus sur les scènes émotionnelles et la découverte de la sexualité, se révélant plus proches de la personnalité réelle d'une majorité de lectrices de leur époque que les personnages aventureux du début du XXe siècle. La « dominance masculine » est, d'après Ellen Singleton, plus marquée : les cavalières se tournent régulièrement vers des conseils masculins, si bien qu'elle en conclut que « dans la littérature équestre enfantine contemporaine, il semble impossible de construire une féminité active sans recourir à des représentants masculins qui agissent comme critiques, ou comme experts […] ».

### Presse
À la fin des années 2000, parmi une quinzaine de magazines équestres édités en français, tous les magazines pour enfants entre 3 et 13 ans (Poney Fan, Cheval girl, Cheval Star, Cheval junior…) sont explicitement destinés aux filles, proposant des bandes dessinées avec des personnages féminins, des jeux, des idées shopping, et des présentations de métier équestres ; les magazines animaliers pour enfants de la même tranche d'âge sont en revanche globalement mixtes. D'après la professeure en sciences de l'éducation Christine Fontanini, cette représentation culturelle est vraisemblablement à l'origine de la féminisation du métier de vétérinaire (activité relevant du care des anglo-saxons), devenu majoritairement féminin en France à partir de 1990.
Les éditions Atlas touchent plus de 500 000 francophones avec leurs fiches consacrées aux chevaux, ciblant explicitement les filles de 8 à 18 ans.

### Séries télévisées

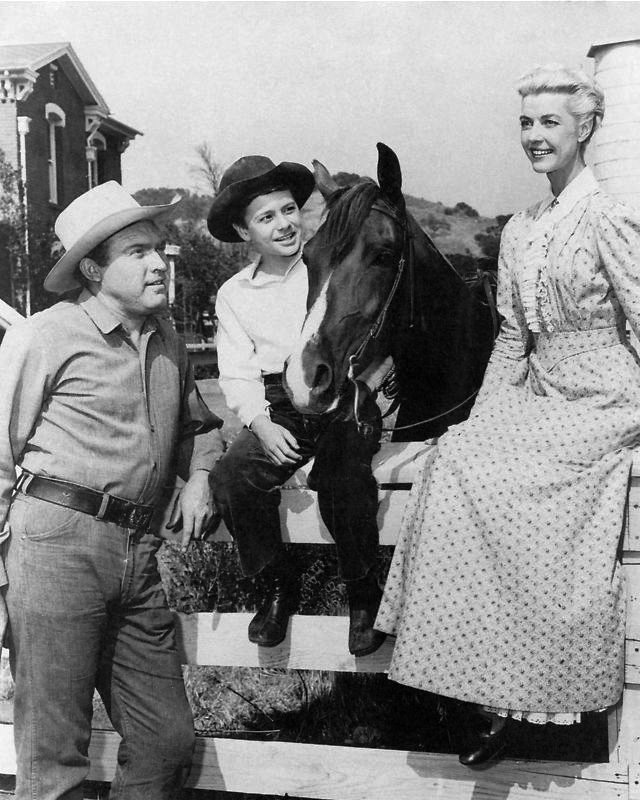
Photographie promotionnelle pour la série américaine Mon amie Flicka (1957).

Plusieurs séries télévisées mettent en scène des adolescentes dans un centre équestre, depuis les années 2000. En France, on parle d'un « syndrome Poly », du nom d'une célèbre série télévisée française des années 1960. Adaptée de la série de livres, Grand Galop (The Saddle club en version originale), diffusée de 2001 à 2009, met en scène Steph, Carole et Lisa, dans leur centre équestre « Le Pin Creux ». Horseland : Bienvenue au ranch !, puis sa série dérivée Le Ranch, lui succèdent.
Heartland, également adaptée d'une série littéraire, est diffusée depuis 2007 dans 119 pays. Elle a pour personnage principal Amy Fleming (adolescente au cours des premières saisons), qui grandit dans un ranch familial de l'Alberta et fait carrière grâce à sa capacité à ressentir les émotions des chevaux. En 2016, son intrigue s'étend sur une dizaine d'années et Heartland devient la plus longue série télévisée de l'histoire du Canada.

### Cinéma

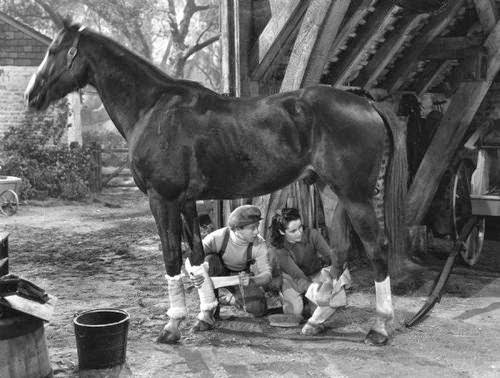
Photographie promotionnelle du film Le Grand National.

Un film fondateur pour la représentation des cavalières dans le monde occidental est l'adaptation du roman à succès (en) d'Enid Bagnold publié en 1935, Le Grand National (1944), mettant en scène Mickey Rooney (Mi Taylor) et Elizabeth Taylor (Velvet Brown), une adolescente de 12 ans qui dresse son cheval, The Pie, pour participer à la plus prestigieuse course hippique au monde, le Grand National, et la remporter,. Le Grand National est le premier film à grand spectacle mettant en scène une femme sportive dans un monde d'hommes. Il constitue une source d'inspiration pour d'autres films reprenant cette thématique d'une femme sportive luttant contre le patriarcat. Sorti en 1944, il s'inscrit dans un contexte où les femmes ont repris les tâches habituellement dévolues à leurs maris mobilisés pour la Seconde Guerre mondiale.
Le film de Med Hondo Sarraounia (1986) met en scène la reine africaine cavalière et guerrière du même nom.
La sortie du film d'animation des studios Disney Mulan, en 1998, marque une génération dans le monde occidental, en représentant une femme guerrière et cavalière qui se déguise en homme, participe à toutes les scènes d'action et sauve son pays.
En 2012 sort le film Sport de filles, qui met en lumière la sociologie du sport à travers l'exemple de la féminisation de l'équitation. Ce film met en scène une jeune cavalière douée qui tente de faire reconnaître son talent auprès d'un maître d'équitation.
Le film Disney La Reine des neiges 2 reflète la féminisation du monde équestre en occident et casse les stéréotypes de genre, en mettant en scène Elsa avec des talents de chuchoteuse, et un cheval mythologique (un Nokk).

### Jouets

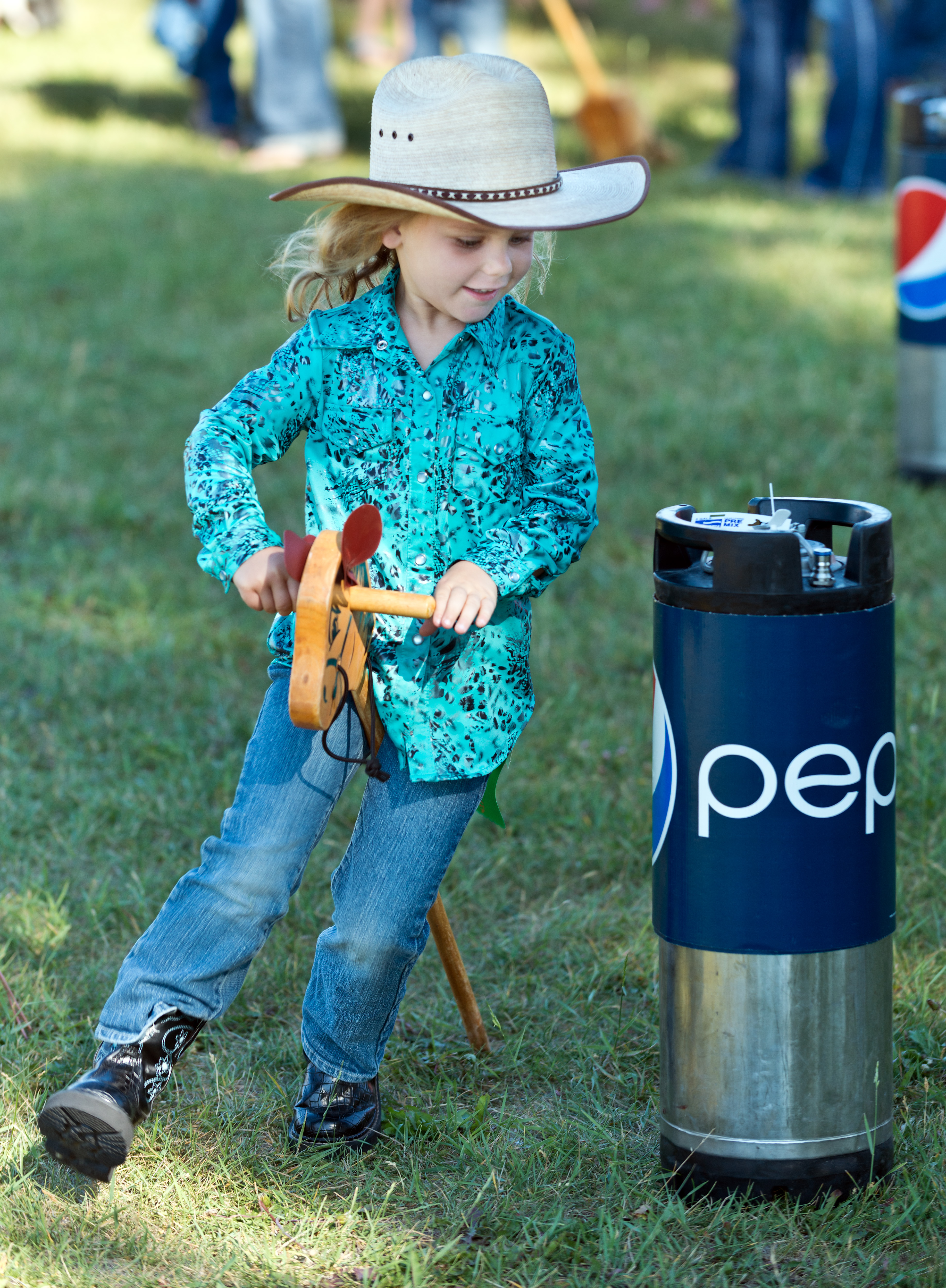
Petite fille simulant une course de barils sur un cheval-bâton.

Il existe de nombreux jouets pour filles en forme de chevaux, Catherine Tourre-Malen citant les figurines de la gamme Mon petit poney pour les plus jeunes, puis les chevaux accompagnant les poupées Barbie. Les chevaux sont les premiers animaux à avoir accompagné le développement de la gamme Barbie.

## Prises de positions

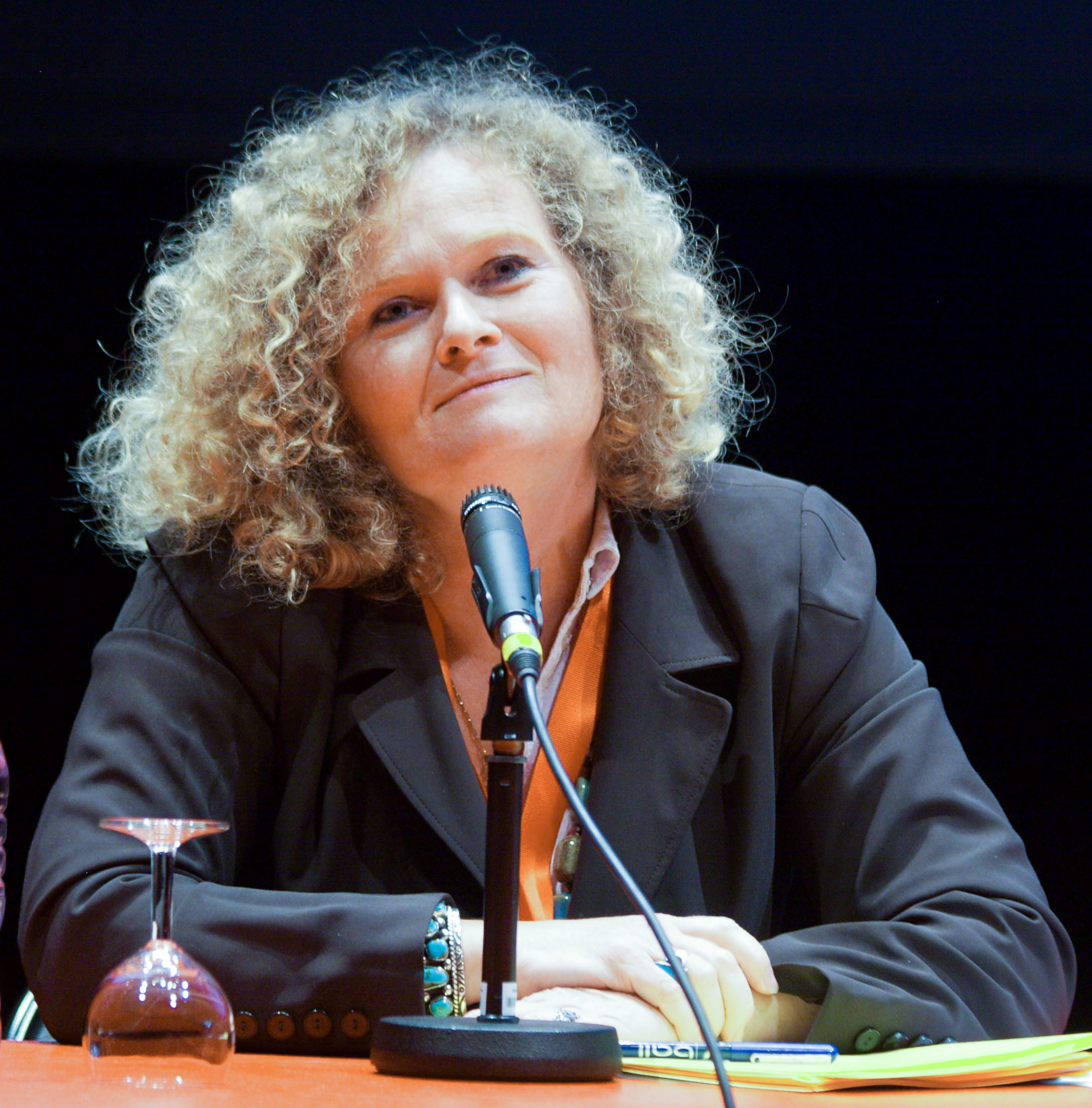
La géographe française Sylvie Brunel, qui estime que les femmes ont permis le développement d'activités équestres nouvelles.

La féminisation de l'équitation en France suscite commentaires, débats et prises de positions. En 1995, l'ethnologue et anthropologue Jean-Pierre Digard estime qu'elle fait peser un risque de disparition future sur le cheval, en raison de la « sensibilité animalitaire » des femmes : « Que resterait-il des chevaux si, après avoir disparu des rues et des routes, des champs de bataille et des champs tout court, ils étaient aussi éliminés des hippodromes et des manèges ? Le poney Falabella, cheval d'appartement de 50 centimètres au garrot ? Le cheval de compagnie, idéal bardotien du dada-à-sa-mémère ? Décidément, on ne se méfiera jamais assez de l'amour ».
Lors d'un débat intitulé « Le cheval, animal de droite ou de gauche ? », organisé par le Salon du cheval de Paris en 2009, Digard déclare que « l'équitation est devenue un sport de gonzesses », l'anthropologue Catherine Tourre-Malen ajoutant que l'on enseigne aux petites filles à « soigner le poney puis le cheval, à faire des petits nœuds-nœuds avec sa crinière ou à préparer la selle, sur un mode affectif, tandis qu'aux garçons, qui sont de plus en plus rares et qui ne veulent plus être mélangés aux filles, on enseigne, à part, les jeux à cheval, qui font référence à l'exploit ou à la chevalerie », renforçant ainsi les stéréotypes de genre,. Tous deux déclarent que « l'important, pour le cheval, ce n'est pas son bien-être, ce sont ses débouchés… y compris l'hippophagie, alors mangez du cheval ! […] Surtout si vous êtes une femme ! ». Cette prise de position suscite de fortes condamnations, notamment par des cavalières sur des forums.
Tourre-Malen conclut sa thèse sur l'idée que la féminisation de l’équitation n'est pas bénéfique à la condition féminine, car les femmes reproduisent « des schémas qui [les] assignent à la sphère domestique et à l’élevage des enfants ». Comme Jean-Pierre Digard, elle déplore la volonté qu'ont les femmes de modifier le statut juridique du cheval pour en faire un animal de compagnie.
La géographe Sylvie Brunel défend un point de vue inverse, en notant que les femmes, notamment à travers leur prise en compte de la sensibilité du cheval et leur attachement aux chevaux âgés, ont suscité le développement de pratiques équestres que les activités masculines n'avaient pas investies ou avaient laissées en déclin, telles que l'équithérapie, le tourisme vert et l'équitation éthologique, qui se développent fortement à partir du milieu du XXe siècle ; elle note également que le cheval, loin de disparaître sous l'impulsion des femmes, se répand au contraire dans des milieux géographiques (urbains et néo-ruraux) dont il avait quasiment disparu.
D'après la professeure australienne Kirrilly Thompson, la féminisation des sports équestres suscite des oppositions en Suède, et n'est pas perçue comme un symbole d'égalité entre les genres.